# Eishockey-Bezirksliga Bayern/Saisonübersichten
Dieser Artikel dient zur Darstellung von Saisonübersichten der Eishockey-Bezirksliga Bayern.  Die Liga wurde anstelle der Kreisliga Bayern eingeführt, die zwischen 1948/49 und der Einführung der Bundesliga eine der dritthöchsten Spielklassen war. Ligastart war die Saison 1991/92.
Spielmodus: Die Liga wird in vier regionalen Gruppen ausgespielt. Die Gruppen umfassen jeweils etwa 8 bis 10 Mannschaften. Jede Gruppe spielt eine Einfachrunde, in der die jeweiligen Gruppenmeister ermittelt werden. Seit der Saison 2016/17 spielen die vier Gruppensieger und Gruppenzweiten eine Playoff-Runde und ermitteln im Best-of-Three-Modus den bayerischen Bezirksligameister. Die Meister und Vizemeister der Gruppen sind zur Teilnahme an den Meisterschafts-Playoffs verpflichtet. Der Finalsieger ist sportlich für die Eishockey-Landesliga Bayern qualifiziert. Bei Aufstiegsverzicht können die Mannschaften an den Meisterschaft-Playoffs in der sportlich ermittelten Reihenfolge nachrücken.
In der Gruppe 1 (Nord) spielen die Vereine aus Franken und aus der Oberpfalz.
Die Gruppe 2 (Ost) umfasst Vereine aus Niederbayern und dem östlichen Oberbayern.
Die Gruppe 3 (Süd) besteht aus Vereinen aus dem südlichen Oberbayern und dem südlichen Schwaben.
In der Gruppe 4 (West) spielen Vereine aus Schwaben und dem westlichen Oberbayern.
Altmodus: Von 1991/92 bis 2015/16 waren Meister der Bezirksligagruppen sportlich für die Bayerische Landesliga qualifiziert und spielten im Best-Off-Two Modus den Bayerischen Bezirksligameister aus.

## Saison 2025/26
- 35. Ausspielung
- 6. Spielklasse,
- 37 teilnehmende Mannschaften:
- Bayerischer Bezirksligameister:
- Bayr. Bezirksliga Vizemeister:
- Bayr. Bezirksliga 3. Platz:
- Bayr. Bezirksliga 4. Platz:
- Aufsteiger in die Landesliga 2026/27:
- Rückzug:
- Finale:
- Neu dabei: ERC Lechbruck 1b
- Nicht mehr dabei: EHC Stiftland Mitterteich (BLL-Aufsteiger)

Teilnehmer
| Gruppe Nord                                                                                | Gruppe Mitte | Gruppe Süd | Gruppe West |
| ------------------------------------------------------------------------------------------ | --- | --- | --- |
| - ESV Würzburg - Höchstadter EC 1b - 1. EV Weiden 1b - ERV Schweinfurt 1b - ESC Haßfurt 1b | - ERC Regen (M) - EV Aich - ESV Gebensbach - EHC Waldkraiburg 1b - SE Freising - EHC Regensburg - EC Pfaffenhofen 1b - ESC Dorfen 1b - ESV Dachau Woodpeckers - ESC Vilshofen | - EV Mittenwald (M) - Münchner EK - TSV Farchant - TSV Schliersee - DEC Frillensee Inzell - ESC Holzkirchen - EV Fürstenfeldbruck 1b - EV Berchtesgaden - EHC Bad Aibling 1b - SG Ottobrunn/Miesbach 1b | - ESV Türkheim (M) - EV Bad Wörishofen - EV Königsbrunn 1b - ESV Bad Bayersoien - ERC Lechbruck 1b (N) - EG Woodstocks Augsburg - SG HC Maustadt / ECDC Memmingen 1b - ESC Kempten 1b - EC Senden - ESV Buchloe 1b - EC Oberstdorf - EA Schongau 1b |

(A) = Absteiger aus der Landesliga, (N) = Neu in der Liga, (R) = Rückzug, (M) = Gruppensieger der Vorsaison  Gruppensieger und Playoffteilnehmer  Playoffteilnehmer

## Saison 2024/25
- 34. Ausspielung
- 6. Spielklasse,
- 37 teilnehmende Mannschaften:
- Bayerischer Bezirksligameister: EHC Stiftland Mitterteich
- Bayr. Bezirksliga Vizemeister: ERC Regen
- Bayr. Bezirksliga 3. Platz: EV Bad Wörishofen
- Bayr. Bezirksliga 4. Platz: ESV Türkheim
- Aufsteiger in die Landesliga 2025/26: EHC Stiftland Mitterteich
- Rückzug:
- Finale: ERC Regen : EHC Stiftland Mitterteich 0:2 (8:9P, 2:3P)

Teilnehmer
| Gruppe Nord | Gruppe Mitte | Gruppe Süd | Gruppe West |
| --- | --- | --- | --- |
|  1. EHC Mitterteich  2. ESV Würzburg - 3. Höchstadter EC 1b - 4. 1. EV Weiden 1b - 5. ERV Schweinfurt 1b - 6. ESC Haßfurt 1b |  1. ERC Regen  2. EV Aich - 3. ESV Gebensbach (M) - 4. EHC Waldkraiburg 1b - 5. SE Freising - 6. EHC Regensburg - 7. EC Pfaffenhofen 1b - 8. ESC Dorfen 1b - 9. ESV Dachau Woodpeckers - 10 ESC Vilshofen (A) |  1. EV Mittenwald  2. Münchner EK - 3. TSV Farchant - 4. TSV Schliersee - 5. DEC Frillensee Inzell (M) - 6. ESC Holzkirchen - 7. EV Fürstenfeldbruck 1b - 8. EV Berchtesgaden - 9. EHC Bad Aibling 1b - 10 SG Ottobrunn/Miesbach 1b |  1. ESV Türkheim  2. EV Bad Wörishofen (M) - 3. EV Königsbrunn 1b - 4. ESV Bad Bayersoien - 5. EG Woodstocks Augsburg - 6. SG HC Maustadt / ECDC Memmingen 1b - 7. ESC Kempten 1b - 8. EC Senden - 9. ESV Buchloe 1b - 10 EC Oberstdorf - 11. EA Schongau 1b |

(A) = Absteiger aus der Landesliga, (N) = Neu in der Liga, (R) = Rückzug, (M) = Gruppensieger der Vorsaison  Gruppensieger und Playoffteilnehmer  Playoffteilnehmer
Spielmodus: Die Liga wird in vier regionalen Gruppen mit je einer Einfachrunde ausgespielt. Die Meister und Vizemeister der Gruppen sind zur Teilnahme an den Meisterschafts-Playoffs verpflichtet. Der Finalsieger ist Bayerischer Bezirksligameister und Aufsteiger in die Landesliga 2025/26. Bei Aufstiegsverzicht können die Mannschaften an den Meisterschafts-Playoffs in der sportlich ermittelten Reihenfolge nachrücken.
Die Meister-Playoffs 2024/25 werden von Februar bis März 2025 ausgetragen.
|  | Viertelfinale | Viertelfinale           | Viertelfinale     | Viertelfinale | Viertelfinale | Viertelfinale | Viertelfinale |    |                         | Halbfinale | Halbfinale | Halbfinale | Halbfinale | Halbfinale | Halbfinale | Halbfinale |  |  | Finale | Finale | Finale | Finale | Finale | Finale | Finale |
|  |               |                         |                   |               |               |               |               |    |                         |            |            |            |            |            |            |            |  |  |        |        |        |        |        |        |        |
|  | N1            | EHC Stiftl. Mitterteich | 2P                | 3P            | –             | /             | 2             |    |                         |            |            |            |            |            |            |            |  |  |        |        |        |        |        |        |        |
|  | M2            | EV Aich                 | 1                 | 2             | –             | /             | 0             |    |                         |            |            |            |            |            |            |            |  |  |        |        |        |        |        |        |        |
|  | M2            | EV Aich                 | 1                 | 2             | –             | /             | 0             | N1 | EHC Stiftl. Mitterteich | 5          | 4P         | –          | /          | 2          |            |            |  |  |        |        |        |        |        |        |        |
|  |               |                         |                   |               |               |               |               | N1 | EHC Stiftl. Mitterteich | 5          | 4P         | –          | /          | 2          |            |            |  |  |        |        |        |        |        |        |        |
|  |               | W2                      | EV Bad Wörishofen | 3             | 3             | –             | /             | 0  |                         |            |            |            |            |            |            |            |  |  |        |        |        |        |        |        |        |
|  | S1            | W2                      | EV Bad Wörishofen | 3             | 3             | –             | /             | 0  | EV Mittenwald           | 2          | 1          | –          | /          | 0          |            |            |  |  |        |        |        |        |        |        |        |
|  | S1            |                         |                   |               |               |               |               |    | EV Mittenwald           | 2          | 1          | –          | /          | 0          |            |            |  |  |        |        |        |        |        |        |        |
|  | W2            | EV Bad Wörishofen       | 5                 | 6             | –             | /             | 2             |    |                         |            |            |            |            |            |            |            |  |  |        |        |        |        |        |        |        |
|  |               |                         |                   |               |               |               |               | N1 | EHC Stiftl. Mitterteich | 9P         | 3P         | –          | /          | 2          |            |            |  |  |        |        |        |        |        |        |        |
|  |               | M1                      | ERC Regen         | 8             | 2             | –             | /             | 0  |                         |            |            |            |            |            |            |            |  |  |        |        |        |        |        |        |        |
|  | M1            | ERC Regen               | 6                 | 9             | 11            | /             | 2             |    |                         |            |            |            |            |            |            |            |  |  |        |        |        |        |        |        |        |
|  | N2            | ESV Würzburg            | 2                 | 10P           | 4             | /             | 1             |    |                         |            |            |            |            |            |            |            |  |  |        |        |        |        |        |        |        |
|  | N2            | ESV Würzburg            | 2                 | 10P           | 4             | /             | 1             | M1 | ERC Regen               | 4          | 5          | –          | /          | 2          |            |            |  |  |        |        |        |        |        |        |        |
|  |               |                         |                   |               |               |               |               | M1 | ERC Regen               | 4          | 5          | –          | /          | 2          |            |            |  |  |        |        |        |        |        |        |        |
|  |               | W1                      | ESV Türkheim      | 3             | 2             | –             | /             | 0  |                         |            |            |            |            |            |            |            |  |  |        |        |        |        |        |        |        |
|  | W1            | W1                      | ESV Türkheim      | 3             | 2             | –             | /             | 0  | ESV Türkheim            | 7          | 3          | –          | /          | 2          |            |            |  |  |        |        |        |        |        |        |        |
|  | W1            |                         |                   |               |               |               |               |    | ESV Türkheim            | 7          | 3          | –          | /          | 2          |            |            |  |  |        |        |        |        |        |        |        |
|  | S2            | Münchner EK             | 2                 | 2             | –             | /             | 0             |    |                         |            |            |            |            |            |            |            |  |  |        |        |        |        |        |        |        |

## Saison 2023/24
- 33. Ausspielung
- 6. Spielklasse
- 37 Mannschaften
- Bayerischer Bezirksligameister: EHC Straubing 1b
- Bayr. Bezirksliga Vizemeister: EHC Mitterteich
- Bayr. Bezirksliga 3. Platz: EV Bad Wörishofen
- Bayr. Bezirksliga 4. Platz: DEC Frillensee Inzell
- Aufsteiger in die Landesliga 2024/25: EHC Straubing 1b
- Rückzug:
- Finale: EHC Mitterteich : EHC Straubing 1b : 1:4, 3:4

Teilnehmer / Platzierungen
| Gruppe Nord | Gruppe Mitte | Gruppe Süd | Gruppe West |
| --- | --- | --- | --- |
|  1. EHC Straubing 1b  2. EHC Mitterteich - 3. Höchstadter EC 1b (N) - 4. ERC Regen (M) - 5. EHC Regensburg - 6. ESC Haßfurt 1b - 7. ESV Würzburg - 8. 1. EV Weiden 1b - 9. ERV Schweinfurt 1b |  1. ESV Gebensbach  2. EV Aich (M) - 3. ESV Dachau Woodpeckers - 4. SE Freising - 5. ESC Dorfen 1b - 6. EG Woodstocks Augsburg - 7. Münchner EK - 8. EV Fürstenfeldbruck 1b - 9. EC Pfaffenhofen 1b |  1. DEC Frillensee Inzell (M)  2. EV Mittenwald - 3. TSV Schliersee (A) - 4. EHC Waldkraiburg 1b - 5. TSV Farchant - 6. ESC Holzkirchen - 7. EV Berchtesgaden - 8. EHC Bad Aibling 1b - 9. TEV Miesbach 1b |  1. EV Bad Wörishofen  2. EV Königsbrunn 1b - 3. ESV Türkheim - ESC Kempten 1b - SG HC Maustadt / ECDC Memmingen 1b - ESV Bad Bayersoien - ESV Buchloe 1b - EC Senden - 9. EA Schongau 1b - 10 EC Oberstdorf (N) |

(A) = Absteiger aus der Landesliga, (N) = Neu in der Liga, (R) = Rückzug, (M) = Gruppensieger der Vorsaison  Gruppensieger und Playoffteilnehmer  Playoffteilnehmer
Spielmodus: Die Liga wird in vier regionalen Gruppen mit je einer Einfachrunde ausgespielt. Die Meister und Vizemeister der Gruppen sind zur Teilnahme an den Meisterschafts-Playoffs verpflichtet. Der Finalsieger ist Bayerischer Bezirksligameister und Aufsteiger in die Landesliga 2024/25. Bei Aufstiegsverzicht können die Mannschaften an den Meisterschafts-Playoffs in der sportlich ermittelten Reihenfolge nachrücken. In dieser Saison konnte erstmals nur eine Mannschaft in die Landesliga aufsteigen.
Meister-Playoffs 2023/24 Vom 22. Feb. bis 22. März 2024

|  | Viertelfinale | Viertelfinale     | Viertelfinale    | Viertelfinale | Viertelfinale | Viertelfinale | Viertelfinale |    |                       | Halbfinale | Halbfinale | Halbfinale | Halbfinale | Halbfinale | Halbfinale | Halbfinale |  |  | Finale | Finale | Finale | Finale | Finale | Finale | Finale |
|  |               |                   |                  |               |               |               |               |    |                       |            |            |            |            |            |            |            |  |  |        |        |        |        |        |        |        |
|  | N1            | EHC Straubing 1b  | 4                | 4             | 9             | /             | 2             |    |                       |            |            |            |            |            |            |            |  |  |        |        |        |        |        |        |        |
|  | M2            | EV Aich           | 5P               | 2             | 5             | /             | 1             |    |                       |            |            |            |            |            |            |            |  |  |        |        |        |        |        |        |        |
|  | M2            | EV Aich           | 5P               | 2             | 5             | /             | 1             | S1 | DEC Frillensee Inzell | 5          | 3          | –          | /          | 0          |            |            |  |  |        |        |        |        |        |        |        |
|  |               |                   |                  |               |               |               |               | S1 | DEC Frillensee Inzell | 5          | 3          | –          | /          | 0          |            |            |  |  |        |        |        |        |        |        |        |
|  |               | N1                | EHC Straubing 1b | 6             | 7             | –             | /             | 2  |                       |            |            |            |            |            |            |            |  |  |        |        |        |        |        |        |        |
|  | S1            | N1                | EHC Straubing 1b | 6             | 7             | –             | /             | 2  | DEC Frillensee Inzell | 9          | 5          | –          | /          | 2          |            |            |  |  |        |        |        |        |        |        |        |
|  | S1            |                   |                  |               |               |               |               |    | DEC Frillensee Inzell | 9          | 5          | –          | /          | 2          |            |            |  |  |        |        |        |        |        |        |        |
|  | W2            | EV Königsbrunn 1b | 2                | 1             | –             | /             | 0             |    |                       |            |            |            |            |            |            |            |  |  |        |        |        |        |        |        |        |
|  |               |                   |                  |               |               |               |               | N1 | EHC Straubing 1b      | 4          | 4          | –          | /          | 2          |            |            |  |  |        |        |        |        |        |        |        |
|  |               | N2                | EHC Mitterteich  | 1             | 3             | –             | /             | 0  |                       |            |            |            |            |            |            |            |  |  |        |        |        |        |        |        |        |
|  | M1            | ESV Gebensbach    | 5                | 3             | 2             | /             | 1             |    |                       |            |            |            |            |            |            |            |  |  |        |        |        |        |        |        |        |
|  | N2            | EHC Mitterteich   | 4                | 4P            | 3             | /             | 2             |    |                       |            |            |            |            |            |            |            |  |  |        |        |        |        |        |        |        |
|  | N2            | EHC Mitterteich   | 4                | 4P            | 3             | /             | 2             | W1 | EV Bad Wörishofen     | 1          | 4          | 1          | /          | 1          |            |            |  |  |        |        |        |        |        |        |        |
|  |               |                   |                  |               |               |               |               | W1 | EV Bad Wörishofen     | 1          | 4          | 1          | /          | 1          |            |            |  |  |        |        |        |        |        |        |        |
|  |               | N2                | EHC Mitterteich  | 5             | 1             | 4             | /             | 2  |                       |            |            |            |            |            |            |            |  |  |        |        |        |        |        |        |        |
|  | W1            | N2                | EHC Mitterteich  | 5             | 1             | 4             | /             | 2  | EV Bad Wörishofen     | 11         | 11         | –          | /          | 2          |            |            |  |  |        |        |        |        |        |        |        |
|  | W1            |                   |                  |               |               |               |               |    | EV Bad Wörishofen     | 11         | 11         | –          | /          | 2          |            |            |  |  |        |        |        |        |        |        |        |
|  | S2            | EV Mittenwald     | 2                | 2             | –             | /             | 0             |    |                       |            |            |            |            |            |            |            |  |  |        |        |        |        |        |        |        |

## Saison 2022/23
- 32. Ausspielung
- 6. Spielklasse,
- 38 Mannschaften:
- Bayerischer Bezirksligameister: ERC Regen
- Bayr. Bezirksliga Vizemeister: EV Ravensburg 1b
- Bayr. Bezirksliga 3. Platz: EHC Straubing 1b
- Bayr. Bezirksliga 4. Platz: DEC Frillensee Inzell
- Aufsteiger in die Landesliga 2023/24: EV Ravensburg 1b
- Rückzug: ERSC Amberg 1b, ESC Geretsried 1b, EV Lindau 1b

Teilnehmer: Gruppen Endplatzierungen
| Gruppe Nord | Gruppe Mitte | Gruppe Süd | Gruppe West |
| --- | --- | --- | --- |
|  1. ERC Regen (M)  2. EHC Straubing 1b - 3. EHC Mitterteich - 4. ESV Würzburg - 5. EHC Regensburg - 6. 1. EV Weiden/1b (N) - 7. ERV Schweinfurt 1b - 8. ERSC Amberg 1b (R) - 9. ESC Haßfurt 1b |  1. EV Aich  2. EV Königsbrunn 1b - 3. SE Freising (A) - 4. EG Woodstocks Augsburg - 5. ESV Gebensbach - 6. Münchner EK - 7. ESV Dachau Woodpeckers - 8. ESC Dorfen 1b - 9. EV Fürstenfeldbruck 1b - 10. EC Pfaffenhofen 1b |  1. DEC Frillensee Inzell  2. EHC Waldkraiburg 1b - 3. EV Mittenwald (M) - 4. TSV Farchant (N) - 5. EV Berchtesgaden - 6. ESC Holzkirchen - 7. EHC Bad Aibling 1b - 8. SG TSV Schliersee 1b/ TEV Miesbach 1c - 9. ESC Geretsried 1b (R) |  1. EV Ravensburg 1b (N)  2. ESV Türkheim - 3. ESV Bad Bayersoien - 4. Bad Wörishofen (A) - 5. EV Lindau 1b (N) (R) - 6. ESV Buchloe 1b - 7. SG HC Maustadt / ECDC Memmingen 1b - 8. EA Schongau 1b - 9. ESC Kempten 1b - 10. 1. EC Senden |

Aufsteiger (fett gedruckt)  Gruppensieger und Playoffteilnehmer,  Playoffteilnehmer
(A) = Absteiger aus der Landesliga, (N) = Neu in der Liga, (R) = Rückzug, (M) = Meister/Titelverteidiger
Meister-Playoffs 2022/23: Vom 17. Feb. 2023 bis 12. März 2023

Die Spiele wurden im Modus „best-of-three“ ausgetragen. Dabei wurden der Bayerische Bezirksliga-Meister und ein weiterer
sportlicher Aufsteiger ermittelt. Den dritten Platz belegt das Team mit den mehr erreichten Punkten und Toren im Playoff-Halbfinale.
Mit Endstand 12. März 2023

|  | Viertelfinale | Viertelfinale                          | Viertelfinale | Viertelfinale | Viertelfinale | Viertelfinale | Viertelfinale |    |                  | Halbfinale | Halbfinale | Halbfinale | Halbfinale | Halbfinale | Halbfinale | Halbfinale |  |  | Finale | Finale | Finale | Finale | Finale | Finale | Finale |
|  |               |                                        |               |               |               |               |               |    |                  |            |            |            |            |            |            |            |  |  |        |        |        |        |        |        |        |
|  | N1            | ERC Regen                              | 11            | 1             | 8             | /             | 2             |    |                  |            |            |            |            |            |            |            |  |  |        |        |        |        |        |        |        |
|  | M2            | SG EV Königsbrunn / EHC Königsbrunn 1b | 1             | 7             | 1             | /             | 1             |    |                  |            |            |            |            |            |            |            |  |  |        |        |        |        |        |        |        |
|  | M2            | SG EV Königsbrunn / EHC Königsbrunn 1b | 1             | 7             | 1             | /             | 1             | N1 | ERC Regen        | 7          | 5          | –          | /          | 2          |            |            |  |  |        |        |        |        |        |        |        |
|  |               |                                        |               |               |               |               |               | N1 | ERC Regen        | 7          | 5          | –          | /          | 2          |            |            |  |  |        |        |        |        |        |        |        |
|  |               | S1                                     | DSC Inzell    | 1             | 1             | –             | /             | 0  |                  |            |            |            |            |            |            |            |  |  |        |        |        |        |        |        |        |
|  | S1            | S1                                     | DSC Inzell    | 1             | 1             | –             | /             | 0  | DEC Inzell       | 2          | 0          | 5          | /          | 2          |            |            |  |  |        |        |        |        |        |        |        |
|  | S1            |                                        |               |               |               |               |               |    | DEC Inzell       | 2          | 0          | 5          | /          | 2          |            |            |  |  |        |        |        |        |        |        |        |
|  | W2            | ESV Türkheim                           | 1             | 4             | 2             | /             | 1             |    |                  |            |            |            |            |            |            |            |  |  |        |        |        |        |        |        |        |
|  |               |                                        |               |               |               |               |               | N1 | ERC Regen        | 8          | 5          | –          | /          | 2          |            |            |  |  |        |        |        |        |        |        |        |
|  |               | W1                                     | EV Ravensburg | 6             | 2             | –             | /             | 0  |                  |            |            |            |            |            |            |            |  |  |        |        |        |        |        |        |        |
|  | M1            | EV Aich                                | 1             | 2             | –             | /             | 0             |    |                  |            |            |            |            |            |            |            |  |  |        |        |        |        |        |        |        |
|  | N2            | EHC Straubing 1b                       | 7             | 4             | –             | /             | 2             |    |                  |            |            |            |            |            |            |            |  |  |        |        |        |        |        |        |        |
|  | N2            | EHC Straubing 1b                       | 7             | 4             | –             | /             | 2             | N2 | EHC Straubing 1b | 2          | 9          | 4          | /          | 1          |            |            |  |  |        |        |        |        |        |        |        |
|  |               |                                        |               |               |               |               |               | N2 | EHC Straubing 1b | 2          | 9          | 4          | /          | 1          |            |            |  |  |        |        |        |        |        |        |        |
|  |               | W1                                     | EV Ravensburg | 5             | 4             | 7             | /             | 2  |                  |            |            |            |            |            |            |            |  |  |        |        |        |        |        |        |        |
|  | W1            | W1                                     | EV Ravensburg | 5             | 4             | 7             | /             | 2  | EV Ravensburg    | 4          | 5          | 9          | /          | 2          |            |            |  |  |        |        |        |        |        |        |        |
|  | W1            |                                        |               |               |               |               |               |    | EV Ravensburg    | 4          | 5          | 9          | /          | 2          |            |            |  |  |        |        |        |        |        |        |        |
|  | S2            | EHC Waldkraiburg 1b                    | 5             | 1             | 3             | /             | 1             |    |                  |            |            |            |            |            |            |            |  |  |        |        |        |        |        |        |        |

- Der ERC Regen ist bayerischer Bezirksligameister und wäre sportlich für die Landesliga 2023/24 qualifiziert
gewesen, macht aber von seinem Aufstiegsrecht keinen Gebrauch.
- Der EV Ravensburg 1b ist bayerischer Bezirksliga-Vizemeister mit Aufstiegsrecht für die Landesliga 2023/24.
- Platz 3 belegt der EHC Straubing 1b.

## Saison 2021/22
- 31. Ausspielung
- 6. Spielklasse
- 35 Mannschaften
- Bayerischer Bezirksligameister: ERC Sonthofen
- Bayr. Bezirksliga Vizemeister: ERSC Ottobrunn
- Bayr. Bezirksliga 3. Platz: ERC Regen
- Bayr. Bezirksliga 4. Platz: EV Mittenwald
- Aufsteiger in die Landesliga 2022/23: ERC Sonthofen, ERSC Ottobrunn
- Rückzug: keiner

Teilnehmer/Gruppen Endplatzierungen

Der ESC Haßfurt 1b hat im Februar 2022 seinen Rückzug aus dem laufenden Spielbetrieb erklärt.
| Gruppe 1 (Nord) | Gruppe 2 (Ost) | Gruppe 3 (Süd) | Gruppe 4 (West) |
| --- | --- | --- | --- |
|  1. ERC Regen  2. EHC Straubing 1b - 3. ESV Würzburg - 4. EHC Regensburg - 5. EHC Mitterteich (N) - 6. ERV Schweinfurt 1b - 7. ERSC Amberg 1b - 8. EC Pfaffenhofen 1b - 9. ESC Haßfurt 1b (R) - 10. |  1. EV Mittenwald  2. ESV Gebensbach - 3. Münchner EK - 4. ESV Bad Bayersoien - 5. EV Fürstenfeldbruck 1b - 6. ESC Dorfen 1b - 7. ESV Dachau Woodpeckers - 8. EA Schongau 1b |  1. ERSC Ottobrunn  2. DEC Frillensee Inzell - 3. EV Berchtesgaden - 4. EV Aich - 5. EHC Waldkraiburg 1b - 7. ESC Geretsried 1b - 6. ESC Holzkirchen - 8. EHC Bad Aibling 1b - 9. SG TSV Schliersee 1b/ TEV Miesbach 1c |  1. ERC Sonthofen  2. EV Königsbrunn 1b - 3. ESV Buchloe 1b - 4. ESV Türkheim - 5. EG Woodstocks Augsburg - 6. SG HC Maustadt / ECDC Memmingen 1b - 7. ESC Kempten 1b - 8. 1. EC Senden |

 Gruppensieger und Playoffteilnehmer,  Playoffteilnehmer, Aufsteiger (fett gedruckt)
(A) = Absteiger aus der Landesliga, (N) = Neu in der Liga, (R) = Rückzug, (M) = Meister/Titelverteidiger
Meister-Playoffs 2021/22: Vom 18. Feb. bis 13. März 2022

Die Spiele werden im Modus „best-of-three“ ausgetragen. Dabei werden der Bayerische Bezirksliga-Meister und ein weiterer
sportlicher Aufsteiger ermittelt. Den dritten Platz belegt das Team mit den mehr erreichten Punkten und Toren im Playoff-Halbfinale.

|  | Viertelfinale | Viertelfinale                          | Viertelfinale  | Viertelfinale | Viertelfinale | Viertelfinale | Viertelfinale |    |                | Halbfinale | Halbfinale | Halbfinale | Halbfinale | Halbfinale | Halbfinale | Halbfinale |  |  | Finale | Finale | Finale | Finale | Finale | Finale | Finale |
|  |               |                                        |                |               |               |               |               |    |                |            |            |            |            |            |            |            |  |  |        |        |        |        |        |        |        |
|  | N1            | ERC Regen                              | 11             | 7             | –             | /             | 2             |    |                |            |            |            |            |            |            |            |  |  |        |        |        |        |        |        |        |
|  | 02            | ESV Gebensbach                         | 3              | 6             | –             | /             | 0             |    |                |            |            |            |            |            |            |            |  |  |        |        |        |        |        |        |        |
|  | 02            | ESV Gebensbach                         | 3              | 6             | –             | /             | 0             | N1 | ERC Regen      | 1          | 1          | –          | /          | 0          |            |            |  |  |        |        |        |        |        |        |        |
|  |               |                                        |                |               |               |               |               | N1 | ERC Regen      | 1          | 1          | –          | /          | 0          |            |            |  |  |        |        |        |        |        |        |        |
|  |               | S1                                     | ERSC Ottobrunn | 4             | 5             | –             | /             | 2  |                |            |            |            |            |            |            |            |  |  |        |        |        |        |        |        |        |
|  | S1            | S1                                     | ERSC Ottobrunn | 4             | 5             | –             | /             | 2  | ERSC Ottobrunn | 12         | 6          | –          | /          | 2          |            |            |  |  |        |        |        |        |        |        |        |
|  | S1            |                                        |                |               |               |               |               |    | ERSC Ottobrunn | 12         | 6          | –          | /          | 2          |            |            |  |  |        |        |        |        |        |        |        |
|  | W2            | SG EV Königsbrunn / EHC Königsbrunn 1b | 1              | 4             | –             | /             | 0             |    |                |            |            |            |            |            |            |            |  |  |        |        |        |        |        |        |        |
|  |               |                                        |                |               |               |               |               | S1 | ERSC Ottobrunn | 1          | 0          | –          | /          | 0          |            |            |  |  |        |        |        |        |        |        |        |
|  |               | M                                      | ERC Sonthofen  | 8             | 5             | –             | /             | 2  |                |            |            |            |            |            |            |            |  |  |        |        |        |        |        |        |        |
|  | O1            | EV Mittenwald                          | 4              | 4             | 5             | /             | 2             |    |                |            |            |            |            |            |            |            |  |  |        |        |        |        |        |        |        |
|  | N2            | EHC Straubing                          | 5              | 3             | 4             | /             | 1             |    |                |            |            |            |            |            |            |            |  |  |        |        |        |        |        |        |        |
|  | N2            | EHC Straubing                          | 5              | 3             | 4             | /             | 1             | O1 | EV Mittenwald  | 0          | 3          | –          | /          | 0          |            |            |  |  |        |        |        |        |        |        |        |
|  |               |                                        |                |               |               |               |               | O1 | EV Mittenwald  | 0          | 3          | –          | /          | 0          |            |            |  |  |        |        |        |        |        |        |        |
|  |               | W1                                     | ERC Sonthofen  | 10            | 9             | –             | /             | 2  |                |            |            |            |            |            |            |            |  |  |        |        |        |        |        |        |        |
|  | W1            | W1                                     | ERC Sonthofen  | 10            | 9             | –             | /             | 2  | ERC Sonthofen  | 9          | 7          | –          | /          | 2          |            |            |  |  |        |        |        |        |        |        |        |
|  | W1            |                                        |                |               |               |               |               |    | ERC Sonthofen  | 9          | 7          | –          | /          | 2          |            |            |  |  |        |        |        |        |        |        |        |
|  | S2            | DEC Inzell                             | 1              | 2             | –             | /             | 0             |    |                |            |            |            |            |            |            |            |  |  |        |        |        |        |        |        |        |

- Mit dem Erreichen der Finalspiele haben sich der ERC Sonthofen und der ERSC Ottobrunn sportlich für die Landesliga 2022/23 qualifiziert.
- Der ERC Sonthofen ist Bayerischer Bezirksliga-Meister 2022. Platz 3 belegt der ERC Regen. Endstand 13. März 2022. Quelle: bev-eissport.de[1]

## Saison 2020/21
- 30. Ausspielung
- 6. Spielklasse
- 31 Mannschaften

Beide Aufstiegsberechtigten Finalisten der Vorsaison, Wanderers Germering und SG Schliersee/Miesbach 1b, haben ihr Aufstiegsrecht wahrgenommen. Zusätzlich wurde der ERC Lechbruck vom BEV als 3. Aufsteiger nachnominiert. Der EHC Stiftland Mitterteich, ERC Ingolstadt 1b, der TV Lindenberg und der EC Oberstdorf haben für die Saison 2020/21 keine Teams für die Bezirksliga gemeldet. Neu in der Liga sind der ERC Sonthofen (Rückzug aus der Oberliga), der TSV Farchant (Rückzug aus der Landesliga), der 1. EC Senden, der ESC Geretsried 1b und der EV Bad Wörishofen 1b.
Wegen der COVID-19-Pandemie wurde die Saison bereits nach 3 Spieltagen abgebrochen und konnte auch zu einem späteren Zeitpunkt nicht fortgeführt werden.
Modus

Der aufgenommene Spielbetrieb wurde aufgrund des ab 2. November 2020 geltenden Verbots im Rahmen des erneuten Lockdowns aufgrund der Corona-Pandemie von Seiten des Bayerischen Eissportverbandes abgebrochen. Eine Wiederaufnahme war von Seiten des Verbandes Ende November 2020 noch nicht ausgeschlossen worden, bevor die Verlängerung des Verbots über den Jahreswechsel 2020/21 hinaus erfolgte.
Teilnehmer
| Gruppe 1 (Nord) | Gruppe 2 (Ost) | Gruppe 3 (Süd) | Gruppe 4 (West) |
| --- | --- | --- | --- |
| - EV Aich - ESC Dorfen 1b - ESV Gebensbach - ERC Regen (M) - EHC Regensburg - EHC Straubing 1b - EHC Waldkraiburg 1b | - EHC Bad Aibling 1b - EV Berchtesgaden - ESC Geretsried 1b (N) - ESC Holzkirchen - DEC Frillensee Inzell - Münchner EK - ERSC Ottobrunn - SG TSV Schliersee 1b/ TEV Miesbach 1c | - EG Woodstocks Augsburg - ESV Bad Bayersoien - ESV Dachau Woodpeckers - TSV Farchant (A) (R) - EV Fürstenfeldbruck 1b - EV Königsbrunn 1b - EV Mittenwald - EA Schongau 1b | - Bad Wörishofen/1b (N) (R) - ESC Kempten 1b - SG HC Maustadt / ECDC Memmingen 1b - ERV Schweinfurt 1b - 1. EC Senden (N) - ERC Sonthofen (A) - ESV Türkheim - ESV Würzburg |

(A) = Absteiger aus der Landesliga, (N) = Neu in der Liga, (R) = Rückzug, (M) = Meister/Titelverteidiger

## Saison 2019/20
- 29. Ausspielung
- 6. Spielklasse
- 33 Mannschaften
- Bayerischer Bezirksligameister: Wanderers Germering
- Bayr. Bezirksliga Vizemeister: TSV Schliersee
- Bayr. Bezirksliga 3. Platz: ERC Regen
- Bayr. Bezirksliga 4. Platz: ESV Bad Bayersoien
- Aufsteiger in die Landesliga 2020/21: Wanderers Germering, TSV Schliersee. ERC Lechbruck
- Rückzug: ERC Ingolstadt/1b, TV Lindenberg, EC Oberstdorf, EHC Mitterteich

Von den beiden aufstiegsberechtigten Finalisten der Vorsaison hat nur der EHC Bayreuth 1b sein Aufstiegsrecht wahrgenommen. Damit kann der EV Bad Wörishofen als Nachrücker in der Landesliga verbleiben. Meister EV Mittenwald bleibt demnach in der Bezirksliga. Nicht mehr dabei sind der Deggendorfer SC 1b und die SG EC Senden/ESV Burgau 1b (beide Rückzug). Neu dabei ist der ESC Kempten 1b und die SG TSV Schliersee 1b/TEV Miesbach 1c.
Die Gruppeneinteilung erfolgt im Wesentlichen wie folgt:
In der Gruppe 1 (früher Nord) spielen die Vereine aus Franken, aus der Oberpfalz, aus dem nördlichen Oberbayern und dem nördlichen Niederbayern
Die Gruppe 2 (früher Ost) umfasst Vereine aus dem südöstlichen Teil von Niederbayern und hauptsächlich aus dem östlichen Teil von Oberbayern.
Die Gruppe 3 (früher Süd) besteht aus Vereinen aus dem südlichen Oberbayern.
In der Gruppe 4 (früher West) spielen Vereine aus Schwaben.
Spielmodus: Die Liga wird in vier regionalen Gruppen ausgespielt, die jeweils sieben, acht oder neun Mannschaften umfassen. Die Gruppen 1 und 4 spielen je eine 1,5-fach-Runde, die Gruppen 2 und 3 je eine Einfachrunde. Die Meister und Vizemeister der Gruppen sind zur Teilnahme an den Meisterschafts-Playoffs verpflichtet. Die Finalteilnehmer sind die Aufsteiger in die Landesliga 2020/21, der Sieger ist zudem Bayerischer Bezirksligameister. Bei Aufstiegsverzicht können die Mannschaften an den Meisterschafts-Playoffs in der sportlich ermittelten Reihenfolge nachrücken. Quelle: Icehockeypage Tabelle: bev-eissport.de
Teilnehmer/Gruppen Endplatzierungen
| Gruppe 1 (Nord) | Gruppe 2 (Ost) | Gruppe 3 (Süd) | Gruppe 4 (West) |
| --- | --- | --- | --- |
|  1. ERC Regen  2. EHC Straubing 1b - 3. EHC Regensburg - 4. ERC Ingolstadt 1b (R) - 5. EHC Stiftland Mitterteich (R) - 6. ERV Schweinfurt 1b - 7. ESV Würzburg |  1. SG TSV Schliersee / TEV Miesbach 1b  2. EHC Waldkraiburg 1b (M) - 3. DEC Frillensee Inzell - 4. ESC Holzkirchen - 5. EV Aich - 6. ESV Gebensbach - 7. EV Berchtesgaden - 8. ESC Dorfen 1b - 9. EHC Bad Aibling 1b |  1. Wanderers Germering (M)  2. ESV Bad Bayersoien - 3. EV Mittenwald - 4. EA Schongau 1b - 5. ERSC Ottobrunn - 6. Münchner EK - 7. SG TSV Schliersee 1b/ TEV Miesbach 1c (N) - 8. ESV Dachau Woodpeckers - 9. EV Fürstenfeldbruck 1b |  1. ERC Lechbruck  2. ESV Türkheim - 3. SG HC Maustadt / ECDC Memmingen 1b - 4. SG TV Lindenberg / EV Lindau 1b (M) (R) - 5. EC Oberstdorf (R) - 6. ESC Kempten 1b (N) - 7. EG Woodstocks Augsburg - 8. EV Königsbrunn 1b |

Aufsteiger (fett gedruckt)  Gruppensieger und Playoffteilnehmer,  Playoffteilnehmer
(A) = Absteiger aus der Landesliga, (N) = Neu in der Liga, (R) = Rückzug, (M) = Gruppensieger der Vorsaison
Meister-Playoffs 2019/20: Die Spiele werden vom 21. Feb. 2020 bis 22. März 2020, im Modus „best-of-three“, ausgetragen. Dabei werden der Bayerische Bezirksliga-Meister und ein weiterer sportlicher Aufsteiger ermittelt. Den dritten Platz belegt das Team mit den mehr erreichten Punkten und Toren im Playoff-Halbfinale. Stand 2. Okt. 2020
|  | Viertelfinale | Viertelfinale                       | Viertelfinale                    | Viertelfinale | Viertelfinale | Viertelfinale | Viertelfinale |    |                                  | Halbfinale | Halbfinale | Halbfinale | Halbfinale | Halbfinale | Halbfinale | Halbfinale |  |  | Finale | Finale | Finale | Finale | Finale | Finale | Finale |
|  |               |                                     |                                  |               |               |               |               |    |                                  |            |            |            |            |            |            |            |  |  |        |        |        |        |        |        |        |
|  | N1            | ERC Regen                           | 6                                | 5             | –             | /             | 2             |    |                                  |            |            |            |            |            |            |            |  |  |        |        |        |        |        |        |        |
|  | 02            | EHC Waldkraiburg 1b                 | 4                                | 4             | –             | /             | 0             |    |                                  |            |            |            |            |            |            |            |  |  |        |        |        |        |        |        |        |
|  | 02            | EHC Waldkraiburg 1b                 | 4                                | 4             | –             | /             | 0             | N1 | ERC Regen                        | 2          | 5          | –          | /          | 0          |            |            |  |  |        |        |        |        |        |        |        |
|  |               |                                     |                                  |               |               |               |               | N1 | ERC Regen                        | 2          | 5          | –          | /          | 0          |            |            |  |  |        |        |        |        |        |        |        |
|  |               | S1                                  | Wanderers Germering              | 3             | 7             | –             | /             | 2  |                                  |            |            |            |            |            |            |            |  |  |        |        |        |        |        |        |        |
|  | S1            | S1                                  | Wanderers Germering              | 3             | 7             | –             | /             | 2  | Wanderers Germering              | 9          | 9          | –          | /          | 2          |            |            |  |  |        |        |        |        |        |        |        |
|  | S1            |                                     |                                  |               |               |               |               |    | Wanderers Germering              | 9          | 9          | –          | /          | 2          |            |            |  |  |        |        |        |        |        |        |        |
|  | W2            | ESV Türkheim                        | 0                                | 1             | –             | /             | 0             |    |                                  |            |            |            |            |            |            |            |  |  |        |        |        |        |        |        |        |
|  |               |                                     |                                  |               |               |               |               |    | Wanderers Germering              | −5         | −8         | –          | /          | 13         |            |            |  |  |        |        |        |        |        |        |        |
|  |               |                                     | TSV Schliersee / TEV Miesbach 1b | −0            | −1            | –             | /             | 1  |                                  |            |            |            |            |            |            |            |  |  |        |        |        |        |        |        |        |
|  | O1            | SG TSV Schliersee / TEV Miesbach 1b | 6                                | 4             | 6             | /             | 2             |    |                                  |            |            |            |            |            |            |            |  |  |        |        |        |        |        |        |        |
|  | N2            | EHC Straubing 1b                    | 1                                | 5             | 5             | /             | 1             |    |                                  |            |            |            |            |            |            |            |  |  |        |        |        |        |        |        |        |
|  | N2            | EHC Straubing 1b                    | 1                                | 5             | 5             | /             | 1             | O1 | TSV Schliersee / TEV Miesbach 1b | 5          | 6          | –          | /          | 2          |            |            |  |  |        |        |        |        |        |        |        |
|  |               |                                     |                                  |               |               |               |               | O1 | TSV Schliersee / TEV Miesbach 1b | 5          | 6          | –          | /          | 2          |            |            |  |  |        |        |        |        |        |        |        |
|  |               | S2                                  | ESV Bad Bayersoien               | 2             | 2             | –             | /             | 0  |                                  |            |            |            |            |            |            |            |  |  |        |        |        |        |        |        |        |
|  | W1            | S2                                  | ESV Bad Bayersoien               | 2             | 2             | –             | /             | 0  | ERC Lechbruck                    | 2          | 0          | –          | /          | 0          |            |            |  |  |        |        |        |        |        |        |        |
|  | W1            |                                     |                                  |               |               |               |               |    | ERC Lechbruck                    | 2          | 0          | –          | /          | 0          |            |            |  |  |        |        |        |        |        |        |        |
|  | S2            | ESV Bad Bayersoien                  | 5                                | 4             | –             | /             | 2             |    |                                  |            |            |            |            |            |            |            |  |  |        |        |        |        |        |        |        |

- Da der Spielbetrieb wegen der COVID-19-Pandemie unterbrochen wurde, sind die Finalspiele im Rahmen der Saisonvorbereitung 2020/21 am 27. Sept.
und 2. Okt. 2020, im Modus „best-of-two“, nachgeholt worden
- Damit sind die Wanderers Germering Bayerischer Bezirksliga-Meister und haben sich zusammen mit der SG TSV Schliersee/TEV Miesbach 1b für die bayerische Landesliga 2020/21 qualifiziert. Der ERC Lechbruck wurde durch BEV-Beschluss noch als weiterer Aufsteiger nachnominiert.
- Platz 3 belegt der ERC Regen.
- Quelle: bev-eissport.de[8]

## BEV-Pokal 2019/20
Ab der Saison 2019/20 wird der BEV-Pokal nur noch auf Bezirksebene (32 Mannschaften) ausgetragen.
Runde 1 mit 32 Mannschaften wird im Modus best of one ausgespielt und ab dem Achtelfinale im Modus best of two. Stand 16. Feb. 2020

|  | Viertelfinale | Viertelfinale                       | Viertelfinale                       | Viertelfinale | Viertelfinale | Viertelfinale | Viertelfinale |   |                     | Halbfinale | Halbfinale | Halbfinale | Halbfinale | Halbfinale | Halbfinale | Halbfinale |  |  | Finale | Finale | Finale | Finale | Finale | Finale | Finale |
|  |               |                                     |                                     |               |               |               |               |   |                     |            |            |            |            |            |            |            |  |  |        |        |        |        |        |        |        |
|  |               | Wanderers Germering                 |                                     | 5             | 8             | /             | 13            |   |                     |            |            |            |            |            |            |            |  |  |        |        |        |        |        |        |        |
|  |               | ERC Regen                           |                                     | 1             | 5             | /             | 6             |   |                     |            |            |            |            |            |            |            |  |  |        |        |        |        |        |        |        |
|  |               | ERC Regen                           | Wanderers Germering                 | 1             | 5             | /             | 6             |   | 13                  | 5          | /          | 18         |            |            |            |            |  |  |        |        |        |        |        |        |        |
|  |               |                                     |                                     |               |               |               |               |   | 13                  | 5          | /          | 18         |            |            |            |            |  |  |        |        |        |        |        |        |        |
|  |               |                                     | DEC Frillensee Inzell               |               | 0             | 1             | /             | 1 |                     |            |            |            |            |            |            |            |  |  |        |        |        |        |        |        |        |
|  |               | DEC Frillensee Inzell               | DEC Frillensee Inzell               |               | 0             | 1             | /             | 1 | 8                   | 11         | /          | 19         |            |            |            |            |  |  |        |        |        |        |        |        |        |
|  |               |                                     |                                     |               |               |               |               |   | 8                   | 11         | /          | 19         |            |            |            |            |  |  |        |        |        |        |        |        |        |
|  |               | ESV Türkheim                        |                                     | 2             | 2             | /             | 4             |   |                     |            |            |            |            |            |            |            |  |  |        |        |        |        |        |        |        |
|  |               |                                     |                                     |               |               |               |               | P | Wanderers Germering |            | 5          | 5          | /          | 10         |            |            |  |  |        |        |        |        |        |        |        |
|  |               |                                     | EHC Waldkraiburg 1b                 |               | 4             | 2             | /             | 6 |                     |            |            |            |            |            |            |            |  |  |        |        |        |        |        |        |        |
|  |               | EHC Waldkraiburg 1b                 |                                     | 8             | 4             | /             | 12            |   |                     |            |            |            |            |            |            |            |  |  |        |        |        |        |        |        |        |
|  |               | EHC Regensburg                      |                                     | 1             | 3             | /             | 4             |   |                     |            |            |            |            |            |            |            |  |  |        |        |        |        |        |        |        |
|  |               | EHC Regensburg                      | EHC Waldkraiburg 1b                 | 1             | 3             | /             | 4             |   | *                   | 5          | /          | 5          |            |            |            |            |  |  |        |        |        |        |        |        |        |
|  |               |                                     |                                     |               |               |               |               |   | *                   | 5          | /          | 5          |            |            |            |            |  |  |        |        |        |        |        |        |        |
|  |               |                                     | SG TSV Schliersee / TEV Miesbach 1b |               | *             | 2             | /             | 2 |                     |            |            |            |            |            |            |            |  |  |        |        |        |        |        |        |        |
|  |               | SG TSV Schliersee / TEV Miesbach 1b | SG TSV Schliersee / TEV Miesbach 1b |               | *             | 2             | /             | 2 | 2                   | 4          | /          | 6          |            |            |            |            |  |  |        |        |        |        |        |        |        |
|  |               |                                     |                                     |               |               |               |               |   | 2                   | 4          | /          | 6          |            |            |            |            |  |  |        |        |        |        |        |        |        |
|  |               | SG HC Maustadt / ECDC Memmingen 1b  |                                     | 2             | 2             | /             | 4             |   |                     |            |            |            |            |            |            |            |  |  |        |        |        |        |        |        |        |

- Halbfinale 2 wurde durch Beschluss des BEV in nur einem Spiel entschieden.
- Damit sind die Wanderers Germering BEV-Pokalsieger 2020 – Quelle: bev-eissport.de[8]
- Von 2020/21 bis 2024/25 wurde der BEV-Pokal ausgesetzt.

## Saison 2018/19
- 28. Ausspielung
- 6. Spielklasse
- 37 Mannschaften
- Bayerischer Bezirksligameister: EV Mittenwald
- Bayr. Bezirksliga Vizemeister: EHC Bayreuth
- Bayr. Bezirksliga 3. Platz: EHC Waldkraiburg/1b
- Bayr. Bezirksliga 4. Platz: Wanderers Germering
- Aufsteiger in die Landesliga 2019/20 fett gedruckt
- Rückzug: SG 1. EC Senden / VfE Ulm/Neu-Ulm 1b/ESV Burgau 1b

Die Gruppeneinteilung erfolgt im Wesentlichen wie folgt:
In der Gruppe 1 (früher Nord) spielen die Vereine aus Franken, aus der Oberpfalz, aus dem nördlichen Oberbayern und dem nördlichen Niederbayern
Die Gruppe 2 (früher Ost) umfasst Vereine aus dem südöstlichen Teil von Niederbayern und hauptsächlich aus dem östlichen Teil von Oberbayern.
Die Gruppe 3 (früher Süd) besteht aus Vereinen aus dem südlichen Oberbayern.
In der Gruppe 4 (früher West) spielen Vereine aus Schwaben.
Neu dabei sind der Deggendorfer SC 1b, der ESV Würzburg (beide Neugründung) und der EHC Straubing 1b (Absteiger). Würzburg musste 2017/18 wegen defekter Eishalle aussetzen. Nicht mehr dabei ist der ESV Waldkirchen (Aufsteiger) und der EV Bad Wörishofen 1b, ESV Buchloe 1b (beide Rückzug). Durch den Aufstiegsverzicht der Teams des ESC Geretsried 1b und TV Lindenberg/EV Lindau 1b konnte der sportliche Absteiger EV Pfronten in der Landesliga verbleiben.
Die Wanderers Germering wollen u. a. aus finanziellen Gründen, nach dem Abstieg aus der Bayernliga, nicht am Spielbetrieb der Landesliga teilnehmen. Der Club Plant einen Neuanfang in der Bezirksliga. Der EV Aich verzichtet auf sein Aufstiegsrecht und tritt auch weiter in der Bezirksliga an.
Spielmodus: Die Liga wird in vier regionalen Gruppen ausgespielt, die jeweils acht oder neun Mannschaften umfassen. Die vier Gruppen spielen je eine Einfachrunde mit 14 bzw. 16 Spielen aus. Die Meister und Vizemeister der Gruppen sind zur Teilnahme an den Meisterschafts-Playoffs verpflichtet. Die Finalteilnehmer sind die Aufsteiger in die Landesliga 2019/20, der Sieger ist zudem Bayerischer Bezirksligameister. Bei Aufstiegsverzicht können die Mannschaften an den Meisterschafts-Playoffs in der sportlich ermittelten Reihenfolge nachrücken.
Teilnehmer
| Gruppe 1 (Nord) | Gruppe 2 (Ost) | Gruppe 3 (Süd) | Gruppe 4 (West) |
| --- | --- | --- | --- |
|  1. EHC Bayreuth 1b  2. EHC Regensburg - 3. ERC Ingolstadt 1b - 4. EHC Stiftland Mitterteich - 5. EHC Straubing 1b (A) - 6. ESV Würzburg (N) - 7. Deggendorfer SC 1b (N) - 8. ERC Regen - 9. ERV Schweinfurt 1b |  1. EHC Waldkraiburg 1b  2. DEC Frillensee Inzell - 3. ESV Gebensbach - 4. ESC Dorfen 1b - 5. EV Aich (M) - 6. EV Berchtesgaden - 7. ERSC Ottobrunn - 8. Münchner EK - 9. EHC Bad Aibling 1b |  1. Wanderers Germering (A)  2. EV Mittenwald - 3. SG TSV Schliersee / TEV Miesbach 1b - 4. ESC Geretsried 1b - 5. EA Schongau 1b - 6. ESC Holzkirchen (M) - 7. ESV Bad Bayersoien - 8. ESV Dachau Woodpeckers - 9. EV Fürstenfeldbruck1b |  1. SG TV Lindenberg / EV Lindau 1b  2. ERC Lechbruck - 3. ESV Türkheim - 4. SG HC Maustadt / ECDC Memmingen 1b (M) - 5. EC Oberstdorf - 6. EG Woodstocks Augsburg - 7. EV Königsbrunn - 8. SG 1. EC Senden / VfE Ulm/Neu-Ulm 1b/ ESV Burgau 1b (R) |

Aufsteiger (fett gedruckt)  Gruppensieger und Playoffteilnehmer,  Playoffteilnehmer
(A) = Absteiger aus der Landesliga, (N) = Neu in der Liga, (R) = Rückzug, (M) = Gruppensieger der Vorsaison
Playoffs 2018/19: Die Spiele wurden vom 22. Feb. 2019 bis 17. März 2019, im Modus „best-of-three“, ausgetragen. Dabei wurden der Bayerische Bezirksliga-Meister und ein weiterer sportlicher Aufsteiger ermittelt. Den dritten Platz belegt, durch die mehr erreichten Punkte und Tore im Playoff-Halbfinale, der EHC Waldkraiburg 1b. Der 4. Platz geht an die Wanderers Germering. Endstand 17. März 2019
|  | Viertelfinale | Viertelfinale         | Viertelfinale       | Viertelfinale | Viertelfinale | Viertelfinale                   | Viertelfinale |                     |                 | Halbfinale | Halbfinale | Halbfinale | Halbfinale | Halbfinale | Halbfinale | Halbfinale |  |  | Finale | Finale | Finale | Finale | Finale | Finale | Finale |
|  |               |                       |                     |               |               |                                 |               |                     |                 |            |            |            |            |            |            |            |  |  |        |        |        |        |        |        |        |
|  | N1            | EHC Bayreuth 1b       | 2                   | 1             | 7             | /                               | 2             |                     |                 |            |            |            |            |            |            |            |  |  |        |        |        |        |        |        |        |
|  | 02            | DEC Frillensee Inzell | 1                   | 7             | 5             | /                               | 1             |                     |                 |            |            |            |            |            |            |            |  |  |        |        |        |        |        |        |        |
|  | 02            | DEC Frillensee Inzell | 1                   | 7             | 5             | /                               | 1             | N1                  | EHC Bayreuth 1b | 3          | 2          |            | /          | 2          |            |            |  |  |        |        |        |        |        |        |        |
|  |               |                       |                     |               |               |                                 |               | N1                  | EHC Bayreuth 1b | 3          | 2          |            | /          | 2          |            |            |  |  |        |        |        |        |        |        |        |
|  |               | 02                    | EHC Waldkraiburg/1b | 2             | 1             |                                 | /             | 0                   |                 |            |            |            |            |            |            |            |  |  |        |        |        |        |        |        |        |
|  | O1            | 02                    | EHC Waldkraiburg/1b | 2             | 1             | EHC Waldkraiburg/1b             | /             | 0                   | 2               | 3P         | 4          | /          | 2          |            |            |            |  |  |        |        |        |        |        |        |        |
|  | O1            |                       |                     |               |               |                                 |               |                     | 2               | 3P         | 4          | /          | 2          |            |            |            |  |  |        |        |        |        |        |        |        |
|  | N2            | EHC Regensburg        | 3                   | 2             | 3             | /                               | 1             |                     |                 |            |            |            |            |            |            |            |  |  |        |        |        |        |        |        |        |
|  |               |                       |                     |               |               |                                 |               | N1                  | EHC Bayreuth 1b | 3          | 3          |            | /          | 0          |            |            |  |  |        |        |        |        |        |        |        |
|  |               | S2                    | EV Mittenwald       | 9             | 6             |                                 | /             | 2                   |                 |            |            |            |            |            |            |            |  |  |        |        |        |        |        |        |        |
|  | S1            | Wanderers Germering   | 8                   | 13            |               | /                               | 2             |                     |                 |            |            |            |            |            |            |            |  |  |        |        |        |        |        |        |        |
|  | W2            | ERC Lechbruck         | 3                   | 8             |               | /                               | 0             |                     |                 |            |            |            |            |            |            |            |  |  |        |        |        |        |        |        |        |
|  | W2            | ERC Lechbruck         | 3                   | 8             | S1            | /                               | 0             | Wanderers Germering | 4               | 2          |            | /          | 0          |            |            |            |  |  |        |        |        |        |        |        |        |
|  |               |                       |                     |               |               |                                 |               | Wanderers Germering | 4               | 2          |            | /          | 0          |            |            |            |  |  |        |        |        |        |        |        |        |
|  |               | S2                    | EV Mittenwald       | 5             | 7             |                                 | /             | 2                   |                 |            |            |            |            |            |            |            |  |  |        |        |        |        |        |        |        |
|  | W1            | S2                    | EV Mittenwald       | 5             | 7             | SG TV Lindenberg / EV Lindau 1b | /             | 2                   | 3               | 0          |            | /          | 0          |            |            |            |  |  |        |        |        |        |        |        |        |
|  | W1            |                       |                     |               |               |                                 |               |                     | 3               | 0          |            | /          | 0          |            |            |            |  |  |        |        |        |        |        |        |        |
|  | S2            | EV Mittenwald         | 5                   | 4             |               | /                               | 2             |                     |                 |            |            |            |            |            |            |            |  |  |        |        |        |        |        |        |        |

- Damit ist der EV Mittenwald Bayerischer Bezirksliga-Meister 2019
- Platz 3 belegt der EHC Waldkraiburg 1b
- Nur Bayreuth hat von seinem Aufstiegsrecht Gebrauch gemacht.

## Saison 2017/18
- 27. Ausspielung
- 6. Spielklasse
- 36 Mannschaften
- Bayerischer Bezirksligameister: EV Aich
- Bayr. Bezirksliga Vizemeister: ESC Geretsried 1b
- Bayr. Bezirksliga 3. Platz: ESV Waldkirchen
- Bayr. Bezirksliga 4. Platz: SG Lindenberg/Lindau
- Aufsteiger in die Landesliga 2018/19 fett gedruckt
- Rückzug: keiner

Die Gruppeneinteilung erfolgt im Wesentlichen wie folgt:
In der Gruppe 1 (früher Nord) spielen die Vereine aus Franken, aus der Oberpfalz, aus dem nördlichen Oberbayern und dem nördlichen Niederbayern
Die Gruppe 2 (früher Ost) umfasst Vereine aus dem südöstlichen Teil von Niederbayern und hauptsächlich aus dem östlichen Teil von Oberbayern.
Die Gruppe 3 (früher Süd) besteht aus Vereinen aus dem südlichen Oberbayern.
In der Gruppe 4 (früher West) spielen Vereine aus Schwaben.
Neu dabei sind der EHC Bayreuth 1b, EHC Bad Aibling 1b, ESC Dorfen 1b, die SG Schliersee 1b/Miesbach 1c (alle Neugründung). Zur SG EC Senden/VFE Ulm/Neu-Ulm 1b kommt der ESV Burgau 1b hinzu. Nicht mehr dabei sind der EHC Klostersee (Aufsteiger), die SG TSV Schliersee/TEV Miesbach 1b (Aufsteiger), der SV Apfeldorf (Rückzug) und der ESV Würzburg (defekte Eishalle).
Teilnehmer
| Gruppe 1 (Nord) | Gruppe 2 (Ost) | Gruppe 3 (Süd) | Gruppe 4 (West) |
| --- | --- | --- | --- |
|  1. ESV Waldkirchen  2. EHC Bayreuth/1b - ERC Ingolstadt - EHC Stiftland Mitterteich - ERC Regen - EHC Regensburg - ERV Schweinfurt 1b Tabelle: bev-eissport.de |  1. EV Aich  2. EHC Waldkraiburg/1b - EHC Bad Aibling 1b - ESC Dorfen 1b - ESV Gebensbach - EV Berchtesgaden - DEC Frillensee Inzell - Münchner EK - ERSC Ottobrunn - EC Pfaffenhofen 1b Tabelle: bev-eissport.de |  1. ESC Holzkirchen  2. ESC Geretsried 1b - SG ESV Bad Bayersoien / EC Peiting 1b - ESV Dachau Woodpeckers - EV Fürstenfeldbruck1b - Wanderers Germering/1b - EV Mittenwald - SG TSV Schliersee 1b/ TEV Miesbach 1c - EA Schongau 1b Tabelle: bev-eissport.de |  1. SG HC Maustadt/ ECDC Memmingen 1b  2. SG TV Lindenberg / EV Lindau 1b - EG Woodstocks Augsburg - EV Bad Wörishofen 1b - SG ESV Buchloe 1b / HC Landsberg 1b - EV Königsbrunn - ERC Lechbruck - EC Oberstdorf - SG 1. EC Senden / VfE Ulm/Neu-Ulm 1b/ ESV Burgau 1b - ESV Türkheim Aktuelle Tabelle: bev-eissport.de |

Aufsteiger (fett gedruckt)  Gruppensieger und Playoffteilnehmer,  Playoffteilnehmer
(A) = Absteiger aus der Landesliga, (N) = Neu in der Liga, (R) = Rückzug, (M) = Gruppensieger der Vorsaison
Playoffs 2017/18: Die Spiele wurden vom 23. Feb. 2018 bis 24. März 2018, im Modus „best-of-three“, ausgetragen. Dabei wurden der Bayerische BBzL-Meister und zwei weitere Aufsteiger ermittelt. Stand 17. März 2018
|  | Viertelfinale | Viertelfinale                | Viertelfinale     | Viertelfinale | Viertelfinale | Viertelfinale | Viertelfinale |                              |                               | Halbfinale       | Halbfinale       | Halbfinale       | Halbfinale       | Halbfinale       | Halbfinale       | Halbfinale       |   |   | Finale | Finale | Finale | Finale | Finale | Finale | Finale |
|  |               |                              |                   |               |               |               |               |                              |                               |                  |                  |                  |                  |                  |                  |                  |   |   |        |        |        |        |        |        |        |
|  | N1            | ESV Waldkirchen              | 4                 | 4             | 6             | /             | 2             |                              |                               |                  |                  |                  |                  |                  |                  |                  |   |   |        |        |        |        |        |        |        |
|  | O2            | EHC-Waldkraiburg/1b          | 3                 | 5             | 3             | /             | 1             |                              |                               |                  |                  |                  |                  |                  |                  |                  |   |   |        |        |        |        |        |        |        |
|  | O2            | EHC-Waldkraiburg/1b          | 3                 | 5             | 3             | /             | 1             | N1                           | ESV Waldkirchen               | 6                | 5                | 4                | /                | 1                |                  |                  |   |   |        |        |        |        |        |        |        |
|  |               |                              |                   |               |               |               |               | N1                           | ESV Waldkirchen               | 6                | 5                | 4                | /                | 1                |                  |                  |   |   |        |        |        |        |        |        |        |
|  |               | O1                           | EV Aich           | 7             | 3             | 7             | /             | 2                            |                               |                  |                  |                  |                  |                  |                  |                  |   |   |        |        |        |        |        |        |        |
|  | O1            | O1                           | EV Aich           | 7             | 3             | 7             | /             | 2                            | EV Aich                       | 4                | 2                | 5                | /                | 2                |                  |                  |   |   |        |        |        |        |        |        |        |
|  | O1            |                              |                   |               |               |               |               |                              | EV Aich                       | 4                | 2                | 5                | /                | 2                |                  |                  |   |   |        |        |        |        |        |        |        |
|  | N2            | EHC Bayreuth/1b              | 3                 | 7             | 2             | /             | 1             |                              |                               |                  |                  |                  |                  |                  |                  |                  |   |   |        |        |        |        |        |        |        |
|  |               |                              |                   |               |               |               |               | O1                           | EV Aich                       | 9                | 5                |                  | /                | 2                |                  |                  |   |   |        |        |        |        |        |        |        |
|  |               | S2                           | ESC Geretsried 1b | 2             | 2             |               | /             | 8                            |                               |                  |                  |                  |                  |                  |                  |                  |   |   |        |        |        |        |        |        |        |
|  | S1            | ESC Holzkirchen              | 1                 | 2             |               | /             | 0             |                              |                               |                  |                  |                  |                  |                  |                  |                  |   |   |        |        |        |        |        |        |        |
|  | W2            | TV Lindenberg / EV Lindau 1b | 3                 | 8             |               | /             | 2             |                              |                               |                  |                  |                  |                  |                  |                  |                  |   |   |        |        |        |        |        |        |        |
|  | W2            | TV Lindenberg / EV Lindau 1b | 3                 | 8             | W2            | /             | 2             | TV Lindenberg / EV Lindau 1b | 4                             | 4                | 3                | /                | 1                |                  |                  |                  |   |   |        |        |        |        |        |        |        |
|  |               |                              |                   |               |               |               |               | TV Lindenberg / EV Lindau 1b | 4                             | 4                | 3                | /                | 1                |                  |                  |                  |   |   |        |        |        |        |        |        |        |
|  |               | S2                           | ESC Geretsried 1b | 1             | 7             | 4             | /             | 2                            |                               | Spiel um Platz 3 | Spiel um Platz 3 | Spiel um Platz 3 | Spiel um Platz 3 | Spiel um Platz 3 | Spiel um Platz 3 | Spiel um Platz 3 |   |   |        |        |        |        |        |        |        |
|  | W1            | S2                           | ESC Geretsried 1b | 1             | 7             | 4             | /             | 2                            | HC Maustadt/ECDC Memmingen 1b | Spiel um Platz 3 | Spiel um Platz 3 | Spiel um Platz 3 | Spiel um Platz 3 | Spiel um Platz 3 | Spiel um Platz 3 | Spiel um Platz 3 | 3 | 5 |        | /      | 0      |        |        |        |        |
|  | W1            |                              |                   |               |               |               |               |                              | HC Maustadt/ECDC Memmingen 1b |                  |                  |                  |                  |                  |                  |                  | 3 | 5 |        | /      | 0      |        |        |        |        |
|  | S2            | ESC Geretsried 1b            | 5                 | 7             |               | /             | 2             |                              | N1                            | ESV Waldkirchen  | 5                | 9                |                  | /                | 2                |                  |   |   |        |        |        |        |        |        |        |
|  |               |                              |                   |               |               |               |               | W2                           | TV Lindenberg / EV Lindau 1b  | 1                | 4                |                  | /                | 0                |                  |                  |   |   |        |        |        |        |        |        |        |

- Der Bayerische Bezirksliga-Meister EV Aich, der ESC Geretsried 1b und der ESV Waldkirchen wären die Aufsteiger in die Bayerische-Landesliga 2018/19 gewesen.
* Nur der ESV Waldkirchen hat von seinem Aufstiegsrecht Gebrauch gemacht.

## Saison 2016/17
- 26. Ausspielung
- 6. Spielklasse
- 36 Mannschaften
- Bayerischer Bezirksligameister: EHC Klostersee
- Bayr. Bezirksliga Vizemeister: SG Lindenberg/Lindau
- Bayr. Bezirksliga 3. Platz: TSV Schliersee
- Bayr. Bezirksliga 4. Platz: ERC Ingolstadt 1b
- Rückzug: keiner
- Meister Gruppe 1 (Nord): ERC Ingolstadt 1b
- Meister Gruppe 2 (Ost): EHC Klostersee
- Meister Gruppe 3 (Süd): TSV Schliersee
- Meister Gruppe 4 (West): SG Lindenberg/Lindau

Aufsteiger in die Landesliga 2017/18 fett gedruckt
Teilnehmer
| Gruppe 1 (Nord) | Gruppe 2 (Ost) | Gruppe 3 (Süd) | Gruppe 4 (West) |
| --- | --- | --- | --- |
|  1. ERC Ingolstadt 1b  2. ESV Waldkirchen - EHC Stiftland Mitterteich - EC Pfaffenhofen 1b - ERC Regen - EHC Regensburg - ERV Schweinfurt 1b - ESV Würzburg |  1. EHC Klostersee (A)  2. EV Aich - EV Berchtesgaden - ESV Dachau Woodpeckers - ESV Gebensbach - DEC Frillensee Inzell (A) - Münchner EK - EHC Waldkraiburg 1b |  1. SG TSV Schliersee/ TEV Miesbach 1b (A)  2. EV Mittenwald - SV Apfeldorf - SG ESV Bad Bayersoien/ EC Peiting 1b - EV Fürstenfeldbruck 1b - ESC Geretsried 1b - Wanderers Germering 1b - ESC Holzkirchen - ERSC Ottobrunn - EA Schongau 1b |  1. SG TV Lindenberg / EV Lindau 1b  2. ERC Lechbruck - EG Woodstocks Augsburg - EV Bad Wörishofen 1b - SG ESV Buchloe 1b/ HC Landsberg 1b - EV Königsbrunn - SG HC Maustadt/ ECDC Memmingen 1b - SG 1. EC Senden / VfE Ulm/Neu-Ulm 1b - SG EC Oberstdorf (A) / ERC Sonthofen 1b - ESV Türkheim |

Aufsteiger (fett gedruckt)  Gruppensieger und Playoffteilnehmer,  Playoffteilnehmer
(A) = Absteiger aus der Landesliga, (N) = Neu in der Liga, (R) = Rückzug, (M) = Gruppensieger der Vorsaison

## Saison 2015/16
- 25. Ausspielung
- 6. Spielklasse
- 38 Mannschaften
- Bayerischer Bezirksligameister: EV Füssen
- Bayr. Bezirksliga Vizemeister: SE Freising
- Bayr. Bezirksliga 3. Platz: TSV Farchant
- Bayr. Bezirksliga 4. Platz: EHC Straubing 1b
- Aufsteiger in die Landesliga 2016/17: Alle vier Gruppensieger
- Rückzug: keiner
- Meister Gruppe 1 (Nord): EHC Straubing 1b
- Meister Gruppe 2 (Ost): SE Freising
- Meister Gruppe 3 (Süd): TSV Farchant
- Meister Gruppe 4 (West): EV Füssen

Teilnehmer
| Gruppe 1 (Nord) | Gruppe 2 (Ost) | Gruppe 3 (Süd) | Gruppe 4 (West) |
| --- | --- | --- | --- |
|  1. EHC Straubing - EV Dingolfing 1b - ERC Ingolstadt - EHC Stiftland Mitterteich - EC Pfaffenhofen 1b - ERC Regen - EHC Regensburg - ERV Schweinfurt 1b - SG ESV Würzburg/Höchstadter EC |  1. SE Freising - EV Aich - ASV Dachau - ESV Gebensbach - Münchner EK - EV Berchtesgaden - SG 1. EFC München/EHC München - ESV Waldkirchen - EHC Waldkraiburg 1b |  1. TSV Farchant - SG ESV Bad Bayersoien/EC Peiting 1b - EV Fürstenfeldbruck 1b - ESC Geretsried 1b - Wanderers Germering 1b - ESC Holzkirchen - EV Mittenwald - ERSC Ottobrunn - EA Schongau 1b |  1. EV Füssen - SV Apfeldorf - EG Woodstocks Augsburg - EV Bad Wörishofen 1b - ESV Buchloe 1b - EV Königsbrunn - SG TV Lindenberg/EV Lindau - ERC Lechbruck - HC Maustadt - SG Senden/ESV Burgau 2000 1b - ESV Türkheim |

Aufsteiger fett gedruckt  Gruppensieger mit Aufstiegsberechtigung und Playoffteilnehmer
(A) = Absteiger aus der Landesliga, (N) = Neu in der Liga, (R) = Rückzug

## Saison 2014/15
- 24. Ausspielung
- 6. Spielklasse
- 38 Mannschaften
- Bayerischer Bezirksligameister: VfE Ulm/Neu-Ulm
- Bayr. Bezirksliga Vizemeister: EHC Bayreuth 1b
- Bayr. Bezirksliga 3. Platz: ESV Waldkirchen
- Bayr. Bezirksliga 4. Platz: SG Bad Bayersoien/Peiting 1b
- Rückzug: TSV Erding 1b, EV Weiden 1b
- Meister Gruppe 1 (Nord): EHC Bayreuth 1b
- Meister Gruppe 2 (Ost): ESV Waldkirchen
- Meister Gruppe 3 (Süd): SG Bad Bayersoien / Peiting 1b
- 2. Platz Gruppe 3 (Süd) SG TSV Schliersee / TEV Miesbach 1b
- Meister Gruppe 4 (West): VfE Ulm/Neu-Ulm

Aufsteiger fett gedruckt
Teilnehmer
| Nord | Ost | Süd | West |
| --- | --- | --- | --- |
|  1. EHC Bayreuth 1b - 2. EHC Straubing 1b - EC 2000 Amberg - ERC Ingolstadt - EHC 80 Nürnberg 1b (M) - ERV Schweinfurt 1b - 1. EV Weiden 1b - SG ESV Würzburg/Höchstadter EC |  1. ESV Waldkirchen (M) - 2. EHC Waldkraiburg 1b - 3. EV Aich - 4. Münchner EK - 5. TSV Erding 1b - 6. ESV Gebensbach - 7. EC Pfaffenhofen 1b - 8. EV Berchtesgaden - 9. ASV Dachau - 10 EV Dingolfing 1b - 11 Freising 1b |  1. SG ESV Bad Bayersoien / EC Peiting 1b - 2. SG TSV Schliersee/ TEV Miesbach 1b - SC Gaißach - ESC Geretsried 1b - Wanderers Germering 1b - SV Hohenfurch - EV Mittenwald - EA Schongau 1b - EV Fürstenfeldbruck 1b |  1. VfE Ulm/Neu-Ulm - 2. ERC Lechbruck - EG Woodstocks Augsburg - EV Bad Wörishofen 1b - ESV Buchloe 1b - SG VfL Denklingen/HC Landsberg - EHC Königsbrunn (M) - SG TV Lindenberg/EV Lindau - HC Maustadt - SG 1. EC Senden/ESV Burgau - ESV Türkheim |

Aufsteiger fett gedruckt  Gruppensieger mit Aufstiegsberechtigung und Playoffteilnehmer

(A) = Absteiger aus der Landesliga, (N) = Neu in der Liga, (R) = Rückzug

## Saison 2013/14
- 23. Ausspielung
- 6. Spielklasse
- 38 Mannschaften
- Bayerischer Bezirksligameister: SC Reichersbeuern
- Bayr. Bezirksliga Vizemeister:EHC Waldkraiburg 1b
- Bayr. Bezirksliga 3. Platz: EHC Königsbrunn
- Bayr. Bezirksliga 4. Platz: EHC Nürnberg 1b
- Rückzug: keiner
- Meister Gruppe 1 (Nord): EHC Nürnberg 1b
- Meister Gruppe 2 (Ost): EHC Waldkraiburg 1b
- Meister Gruppe 3 (Süd): SC Reichersbeuern
- Meister Gruppe 4 (West): EHC Königsbrunn

Aufsteiger in die Landesliga 2014/15 fett gedruckt
Teilnehmer
| Nord | Ost | Süd | West |
| --- | --- | --- | --- |
|  1. EHC 80 Nürnberg 1b - EC 2000 Amberg - EHC Bayreuth 1b - ERC Ingolstadt - ERV Schweinfurt 1b - 1. EV Weiden 1b - SG ESV Würzburg/Höchstadter EC |  1. ESV Waldkirchen - EV Aich - ASV Dachau - TSV Erding 1b - EV Fürstenfeldbruck 1b - ESV Gebensbach - Münchner EK - EV Berchtesgaden - EHC München - EC Pfaffenhofen 1b - EHC Waldkraiburg 1b |  1. SG SC Reichersbeuern - SG ESV Bad Bayersoien/EC Peiting 1b - SC Gaißach - ESC Geretsried 1b - Wanderers Germering 1b - SV Hohenfurch - EV Mittenwald - SG TSV Schliersee/TEV Miesbach 1b - EA Schongau 1b |  1. EHC Königsbrunn (A) - EG Woodstocks Augsburg - EV Bad Wörishofen 1b - ESV Buchloe 1b - SG VfL Denklingen/HC Landsberg - SG TV Lindenberg/EV Lindau - ERC Lechbruck - HC Maustadt - SG 1. EC Senden/ESV Burgau - ESV Türkheim - VfE Ulm/Neu-Ulm |

Aufsteiger fett gedruckt  Gruppensieger mit Aufstiegsberechtigung und Playoffteilnehmer

(A) = Absteiger aus der Landesliga, (N) = Neu in der Liga, (R) = Rückzug

## Saison 2012/13
- 22. Ausspielung
- 6. Spielklasse
- 37 Mannschaften
- Bayerischer Bezirksligameister: EHF Passau
- Bayr. Bezirksliga Vizemeister: SG Maustadt/Memmingen
- Bayr. Bezirksliga 3. Platz: ERC Ingolstadt 1b
- Bayr. Bezirksliga 4. Platz: EA Schongau 1b
- Rückzug: EV Bruckberg
- Meister Gruppe 1 (Nord): ERC Ingolstadt 1b
- Meister Gruppe 2 (Ost): Passau Black Hawks
- Meister Gruppe 3 (Süd): EA Schongau 1b
- Meister Gruppe 4 (West): SG Maustadt/Memmingen

Aufsteiger in die Landesliga 2013/14 fett gedruckt
Teilnehmer
| Nord | Ost | Süd | West |
| --- | --- | --- | --- |
|  1. ERC Ingolstadt 1b - EC 2000 Amberg - SG ATS Kulmbach/ EHC Bayreuth 1b - EHC 80 Nürnberg 1b - ERV Schweinfurt 1b - 1. EV Weiden 1b - SG Würzburg/ Höchstadter EC 1b |  1. EHF Passau - EV Aich - EV Bruckberg (R) - ASV Dachau - TSV Erding 1b - ESV Gebensbach - Wanderers Germering 1b - Münchner EK - EC Pfaffenhofen 1b - ESV Waldkirchen - EHC Waldkraiburg 1b |  1. EA Schongau 1b - SG ESV Bad Bayersoien/ EC Peiting 1b - SC Gaißach - EV Berchtesgaden - ESC Geretsried 1b - SV Hohenfurch - EV Mittenwald - SG SC Reichersbeuern/ EC Bad Tölz 1c - SC Riessersee 1b - TSV Schliersee |  1. SG HC Maustadt/ ECDC Memmingen 1b - EG Woodstocks Augsburg - EV Bad Wörishofen 1b - ESV Buchloe 1b - SG VfL Denklingen/ HC Landsberg 1b - SG TV Lindenberg/ EV Lindau 1b - ERC Lechbruck - EC Senden - VfE Ulm/Neu-Ulm |

Aufsteiger fett gedruckt  Gruppensieger mit Aufstiegsberechtigung und Playoffteilnehmer

(A) = Absteiger aus der Landesliga, (N) = Neu in der Liga, (R) = Rückzug

## Saison 2011/12
- 21. Ausspielung
- 6. Spielklasse
- 39 Mannschaften
- Bayerischer Bezirksligameister: SG Maustadt/Memmingen
- Bayr. Bezirksliga Vizemeister: Münchner EK
- Bayr. Bezirksliga 3. Platz: DEC Inzell
- Bayr. Bezirksliga 4. Platz: EV Regensburg 1b
- Aufsteiger in die Landesliga 2012/13: EV Regensburg 1b, DEC Inzell
- Rückzug: EHC Regensburg, SB Rosenheim 1b

Teilnehmer/Gruppen Endplatzierungen
| Gruppe 1 (Nord) | Gruppe 2 (Ost) | Gruppe 3 (Süd) | Gruppe 4 (West) |
| --- | --- | --- | --- |
|  1. EV Regensburg 1b - 2.ERC Ingolstadt 1b - 3. EHC Regensburg (R) - 4. Raven Amberg - 5. Eisbären Würzburg - 6. EV Weiden 1b - 7. ERV Schweinfurt 1b - 8. SG Höchstadt/Pegnitz - 9. ATS Kulmbach - 10. - 11. |  Münchner EK - ERSC Ottobrunn (A) - EV Aich - EV Bruckberg - EC Pfaffenhofen 1b - TSV Erding 1b - EHC Waldkraiburg 1b - Wanderers Germering 1b - Dachau Woodpeckers - EHF Passau 1b |  DEC Inzell - SC Gaißach - SC Riessersee 1b - TSV Schliersee - SB Rosenheim/1b (R) - EV Berchtesgaden - EV Mittenwald - ESC Geretsried 1b - SC Reichersbeuern |  SG Maustadt/Memmingen - EA Schongau 1b - SG Denklingen/Landsberg - SG Bad Bayersoien/Peiting - ESV Buchloe 1b - Donau Devils Ulm - Lechbruck Flößer - SG Lindenberg/Lindau - EV Bad Wörishofen 1b - EG Woodstocks Augsburg - SV Hohenfurch |

 Gruppensieger, Aufsteiger fett gedruckt
- (A) = Absteiger aus der Landesliga, (R) = Rückzug

## Saison 2010/11
- 20. Ausspielung
- 6. Spielklasse
- 36 Mannschaften
- Bayerischer Bezirksligameister: HC Landsberg
- Bayr. Bezirksliga Vizemeister:  Augsburger EV 1b
- Bayr. Bezirksliga 3. Platz: ERC Regen
- Bayr. Bezirksliga 4. Platz: EC Bad Kissingen
- Aufsteiger in die Landesliga 2011/12: EC Bad Kissingen, ERC Regen, HC Landsberg,
EHC Stiftland Mitterteich, EC Oberstdorf
- Rückzug: EV Fürstenfeldbruck 1b, Augsburger EV 1b
- Finale: Augsburger EV 1b : HC Landsberg 1:6, 0:3
- 3. Platz: EC Bad Kissingen : ERC Regen 8:3, 3:9 V

Teilnehmer/Gruppen Endplatzierungen
| Gruppe 1 (Nord) | Gruppe 2 (Ost) | Gruppe 3 (Süd) | Gruppe 4 (West) |
| --- | --- | --- | --- |
|  1. EC Bad Kissingen - 2. EHC Stiftland Mitterteich - 3. ERV Schweinfurt 1b (M) - 4. EV Regensburg 1b - 5. EHC Regensburg - 6. ESV Würzburg - 7. EC Amberg 2000 - 8. Höchstadter EC 1b |  1. ERC Regen - 2. TSV Erding 1b - 3. EK München - 4. EHC Waldkraiburg 1b (M) - 5. EV Aich - 6. EV Bruckberg - 7. ASV Dachau - 8. EC Pfaffenhofen 1b |  1. Augsburger EV 1b (R) - 2. EV Mittenwald - 3. Starbulls Rosenheim 1b - 4. DEC Frillensee Inzell - 5. SC Riessersee 1b - 6. SC Gaißach (M) - 7. EV Berchtesgaden - 8. Wanderers Germering 1b - 9. EV Fürstenfeldbruck/1b (R) |  1. HC Landsberg - 2. SG EC Oberstdorf/ERC Sonthofen - 3. SG VFL Denklingen/EV Landsberg - 4. ESV Buchloe 1b - 5. SV Hohenfurch - 6. EA Schongau 1b - 7. SG ESV Bad Bayersoien/EC Peiting 1b - 8. ERC Lechbruck - 9. EG Woodstocks Augsburg - 10. VfE Ulm/Neu-Ulm - 11. SG TV Lindenberg/EV Lindau 1b |

Aufsteiger fett gedruckt  Gruppensieger
(A) = Absteiger aus der Landesliga, (N) = Neu in der Liga, (R) = Rückzug, (M) = Meister/Titelverteidiger

## Saison 2009/10
- 19. Ausspielung
- 6. Spielklasse
- 31 Mannschaften
- Bayerischer Bezirksligameister: ERV Schweinfurt 1b
- Bayr. Bezirksliga Vizemeister: EV Bad Wörishofen
- Bayr. Bezirksliga 3. Platz: SC Gaißach
- Bayr. Bezirksliga 4. Platz: EHC Waldkraiburg 1b
- Aufsteiger in die Landesliga 2010/11: Nur der Gruppensieger West
- Rückzug: EC Erkersreuth, ERSC Ottobrunn 1b, SV Apfeldorf.
- Finale: EV Bad Wörishofen : ERV Schweinfurt 1b 3:9, 4:3
- 3. Platz: EHC Waldkraiburg 1b : SC Gaißach 5:6, 0:2

In den vier Gruppen wurde in einer Einfachrunde der jeweilige Meister ausgespielt. Die vier Gruppensieger spielten dann in Playoffs den bayerischen Bezirksligameister aus. In dieser Saison wären alle Gruppensieger aufstiegsberechtigt gewesen, dabei hat nur ein Club sein Aufstiegsrecht angenommen.
Teilnehmer/Gruppen Endplatzierungen
| Gruppe Nord | Gruppe Ost | Gruppe Süd | Gruppe West |
| --- | --- | --- | --- |
|  1. ERV Schweinfurt 1b - 2. Bad Kissinger Wölfe - 3. ESV Würzburg - 4. EHC Regensburg - 5. EC Erkersreuth (R) - 6. EHC Stiftland Mitterteich - 7. Höchstadter EC 1b |  1. EHC Waldkraiburg 1b - 2. ERC Regen - 3. Dachau Woodpeckers - 4. EV Bruckberg - 5. Wanderers Germering 1b - 6. EC Pfaffenhofen 1b - 7. EV Aich |  1. SC Gaißach - 2. EV Mittenwald - 3. DEC Inzell - 4. SC Riessersee 1b - 5. EV Berchtesgaden - 6. SB Rosenheim 1b - 7. SG München - 8. ERSC Ottobrunn 1b (R) |  1. EV Bad Wörishofen - 2. Landsberg Riverkings - 3. SG Denklingen/Landsberg - 4. ESV Buchloe 1b - 5. SV Apfeldorf (R) - 6. SV Hohenfurch - 7. ESV Bad Bayersoien - 8. EC Oberstdorf - 9. EG Woodstocks Augsburg - 10. Donau Devils Ulm |

 Bayerischer Bezirksligameister Gruppensieger  Gruppensieger mit Aufstiegsberechtigung und Playoffteilnehmer. Aufsteiger fett gedruckt

(A) = Absteiger aus der Landesliga, (N) = Neu in der Liga, (R) = Rückzug

## Saison 2008/09
- 18. Ausspielung
- 6. Spielklasse
- 31 Mannschaften
- Bayerischer Bezirksligameister: TSV Schliersee
- Bayr. Bezirksliga Vizemeister: ESV Waldkirchen
- Bayr. Bezirksliga 3. Platz: ERC Ingolstadt 1b
- Bayr. Bezirksliga 4. Platz: EC Senden
- Aufsteiger in die Landesliga 2009/10: Alle Gruppensieger
- Rückzug: Deggendorfer SC 1b, TSV Trostberg 1b, EV Dingolfing 1b
- Finale: ESV Waldkirchen : TSV Schliersee 3:3, 3:7
- 3. Platz: EC Senden : ERC Ingolstadt 1b 4:7, 5:10

Teilnehmer/Gruppen Endplatzierungen
| Gruppe Nord | Gruppe Ost | Gruppe Süd | Gruppe West |
| --- | --- | --- | --- |
|  1. ERC Ingolstadt 1b - 2. ESV Würzburg - 3. VER Selb 1b - 4. EC Erkersreuth - 5. EC Pfaffenhofen 1b - 6. Höchstadter EC 1b - 7. Bad Kissinger Wölfe |  1. ESV Waldkirchen - 2. ERC Regen - 3. EV Bruckberg (M) - 4. EV Aich - 5. Deggendorfer SC 1b (R) - 6. EK München - 7. EV Dingolfing 1b (R) |  1. TSV Schliersee - 2. SC Gaißach (M) - 3. EHC Waldkraiburg 1b - 4. SB Rosenheim 1b - 5. EV Berchtesgaden - 6. DEC Frillensee Inzell - 7. Wanderers Germering - 8. TSV Trostberg 1b (R) |  1. EC Senden - 2. SV Apfeldorf - 3. EC Oberstdorf - 4.VfL Denklingen - 5. ESV Bad Bayersoien - 6. ESV Buchloe 1b - 7. EG Woodstocks Augsburg - 8. SV Hohenfurch - 9. Dachau Woodpeckers |

 Gruppensieger mit Aufstiegsberechtigung und Playoffteilnehmer. Aufsteiger fett gedruckt

(A) = Absteiger aus der Landesliga, (N) = Neu in der Liga, (R) = Rückzug, (M) = Meister/Titelverteidiger

## Saison 2007/08
- 17. Ausspielung
- 6. Spielklasse
- 32 Mannschaften
- Bayerischer Bezirksligameister: SC Gaißach
- Bayr. Bezirksliga Vizemeister: ESC Kempten
- Bayr. Bezirksliga 3. Platz: EC Amberg
- Bayr. Bezirksliga 4. Platz: EV Bruckberg
- Aufsteiger  EHC Regensburg, ERSC Amberg, EA Kempten, EV Mittenwald
- Rückzug:
- Finale: Kempten : Gaißach 4:8, 5:4
- 3. Platz: Bruckberg : Amberg 3:14, 1:25

Teilnehmer/Gruppen Endplatzierungen
Von den Gruppensiegern haben nur Amberg und Kempten ihr Aufstiegsrecht wahrgenommen. Als Nachrücker sind EHC Regensburg und EV Mittenwal hinzugekommen.
| Gruppe Nord | Gruppe Ost | Gruppe Süd | Gruppe West |
| --- | --- | --- | --- |
|  1. EC 2000 Amberg  2. EHC Regensburg - 3. EC Erkersreuth - 4. ERC Ingolstadt 1b - 5. EC Pfaffenhofen 1b - 6. Bad Kissingen - 7. SG München |  1. ESC Kempten - 2. VfL Denklingen - 3. ESV Bad Bayersoien - 4. SV Hohenfurch - 5. SV Apfeldorf - 6. EG Augsburg - 7. 1. EC Senden - 8. EC Oberstdorf - 9. ESV Buchloe 1b |  1. EV Bruckberg - 2. ESV Waldkirchen - 3. ERC Regen - 4. Deggendorfer SC 1b - 5. ASV Dachau - 6. EHF Passau 1b - 7. Dynamo Dingolfing - 8. EV Aich |  1. SC Gaißach  2. EV Mittenwald - 3. TSV Schliersee - 4. EV Berchtesgaden - 5. EV Germering 1b - 7. EHC Waldkraiburg 1b - 8. TSV Trostberg 1b |

 Gruppensieger, Playoffteilnehmer und BBzL Meister  Gruppensieger Plalyoffteilnehmer  Aufsteiger / Nachrücker

Aufsteiger = fett gedruckt, (A) = Absteiger aus der Landesliga, (N) = Neu in der Liga, (R) = Rückzug, (M) = Meister/Titelverteidiger

## Saison 2006/07
- 16. Ausspielung
- 6. Spielklasse
- 27 Mannschaften
- Bayerischer Bezirksligameister: ESV Gebensbach
- Meister Gruppe 1 (Nord): EHC Bayreuth
- Meister Gruppe 2 (Ost): ESV Gebensbach
- Meister Gruppe 3 (Süd): ESC Geretsried
- Vizemeister Gruppe 3 (Süd): EHC Bad Aibling
- Meister Gruppe 4 (West): VfL Denklingen
- Aufsteiger in die Landesliga 2007/08 fett gedruckt

## Saison 2005/06
- 15. Ausspielung
- 6. Spielklasse
- 33 Mannschaften
- Bayerischer Bezirksligameister: Kissinger Wölfe
- Meister Gruppe 1 (Nord): Kissinger Wölfe
- Vizemeister Gruppe 1 (Nord): ESC Haßfurt
- Meister Gruppe 2 (Ost): ESV Waldkirchen
- Vizemeister Gruppe 2 (Ost): Münchner EK
- Meister Gruppe 3 (Süd): EHC München 1b
- Meister Gruppe 4 (West): EV Bad Wörishofen
- Aufsteiger in die Landesliga 2006/07: fett gedruckt

## Saison 2004/05
- 14. Ausspielung
- 6. Spielklasse
- 34 Mannschaften
- Bayerischer Bezirksligameister: VER Selb
- 1. Meister Gruppe 1 (Nord): VER Selb
- 2. Meister Gruppe 3 (Süd): EAC Bad Reichenhall
- 3. Meister Gruppe 4 (West): ERC Lechbruck
- 4. Meister Gruppe 2 (Ost): SE Freising
- Aufsteiger in die Landesliga 2005/06 waren alle vier Gruppensieger

## Saison 2003/04
- 13. Ausspielung
- 6. Spielklasse
- 34 Mannschaften
- Bayerischer Bezirksligameister: TSV Kottern
- 1. Meister Gruppe 4 (West): TSV Kottern
- 2. Meister Gruppe 3 (Süd): ESC Holzkirchen
- 3. Meister Gruppe 1 (Nord): ERC Ingolstadt 1b
- 4. Meister Gruppe 2 (Ost): EHF Passau
- Aufsteiger in die Landesliga 2004/05 waren alle vier Gruppensieger

## Saison 2002/03
Sie wurde unter dem Dach des Bayerischen Eissportverbandes (BHV) organisiert und ist nach der bayerischen Landesliga die dritthöchste Spielklasse im Landesverband. Durch die Aufstockung der Oberliga 2002/03 rückten die bayerische Landes- und Bezirksliga je eine Ligastufe höher. Am Ende der Saison wurde über eine landesweite Playoff-Runde der bayerische Bezirksligameister ermittelt.
- 12. Ausspielung
- 6. Spielklasse
- 28 Mannschaften
- Bayerischer Bezirksligameister: TSV Erding
- 1. Meister Gruppe 2 (Ost): TSV Erding
- 2. Meister Gruppe 4 (West): TSV Peißenberg
- 3. Meister Gruppe 3 (Süd): SC Riessersee
- 4. Meister Gruppe 1 (Nord): BTS Bayreuth
- Aufsteiger in die Landesliga 2003/04 waren alle vier Gruppensieger

## Saison 2001/02
- 11. Ausspielung
- 7. Spielklasse
- 26 Mannschaften
- Bayerischer Bezirksligameister: BTS Bayreuth
- Meister Gruppe 1 (Nord): BTS Bayreuth
- Meister Gruppe 2 (Ost): Deggendorfer SC 1b
- Meister Gruppe 3 (Süd): TuS Geretsried 1b
- Meister Gruppe 4 (West): TSV Kottern
- Aufsteiger in die Landesliga 2002/03: fett gedruckt

## Saison 2000/01
- 10. Ausspielung
- 7. Spielklasse
- 26 Mannschaften
- Bayerischer Bezirksligameister: EV Landsberg
- Bayr. Bezirksliga Vizemeister: Starbulls Rosenheim
- Bayr. Bezirksliga 3. Platz: EHC Regensburg
- Bayr. Bezirksliga 4. Platz: Deggendorfer SC 1b
- Aufsteiger in die Landesliga 2001/02: fett gedruckt
- Finale: SB Rosenheim : EV Landsberg 2000 (4:8, 1:8) 5 : 16
- Spiel um Platz 3: Deggendorf 1b : EHC Regensburg (4:4 1:5) 5 : 9

| Gruppe Nord | Gruppe Ost | Gruppe Süd | Gruppe West |
| --- | --- | --- | --- |
|  1. EHC Regensburg - 2. ERC Regen - 3. ERC Haßfurt 1b - 4. ESV Waldkirchen - 5. ESV Bayreuth 1b - 6. EV Weiden 1b |  1. Deggendorfer SC 1b - 2 ASV Dachau - 3 USC München - 4 EV Dingolfing - 5 EV Aich - 6 ESV Gebensbach 1b - 7 EHC Geisenhausen |  1. SB Rosenheim (A) - 2 TuS Geretsried 1b - 3 TEV Miesbach 1b - 4 SC Gaißach - 5 EV Berchtesgaden - 6 HC München 98 1b |  1. EV Landsberg 2000 (A) - 2 TSV Kottern - 3 EG Wood Augsburg - 4 SV Hohenfurch - 5 TV Lindenberg - 6 ESV Türkheim - 7 SV Hopfen am See |

 Gruppensieger mit Aufstiegsberechtigung und Playoffteilnehmer. Aufsteiger fett gedruckt

(A) = Absteiger aus oberen Ligen, (N) = Neu in der Liga, (R) = Rückzug, (M) = Meister/Titelverteidiger

## Saison 1999/2000
- Ausspielung: 9
- Spielklasse: 7
- Bayerischer Bezirksligameister:
- Meister Gruppe 1 (Nord):
- Meister Gruppe 2 (Ost):
- Meister Gruppe 3 (Süd): ESV Bad Bayersoien
- Meister Gruppe 4 (West): ECDC Memmingen
- Aufsteiger in die Landesliga 2000/01: ECDC Memmingen,
ESV Bad Bayersoien, EAC Bad Reichenhall

## Saison 1998/99
- Ausspielung: 8
- Spielklasse: 7
- Bayerischer Bezirksligameister: HC 98 München
- Meister Gruppe 1 (Nord):
- Meister Gruppe 2 (Ost):
- Meister Gruppe 3 (Süd):
- Meister Gruppe 4 (West):
- Aufsteiger in die Landesliga 1999/2000:

Die Bayernliga wurde fünftklassig, somit rückte die Bezirksliga nach der Landesliga Bayern auch eine Klasse tiefer und wurde wieder siebtklassig.

## Saison 1997/98
- Ausspielung: 7
- Spielklasse: 6
- Bayerischer Bezirksligameister: EV Pfronten
- Meister Gruppe 1 (Nord):
- Meister Gruppe 2 (Ost):
- Meister Gruppe 3 (Süd):
- Meister Gruppe 4 (West):
- Aufsteiger in die Landesliga 1998/99:

## Saison 1996/97
- Ausspielung: 6
- Spielklasse: 6
- Bayerischer Bezirksligameister:
- Bayr. Bezirksliga Vizemeister:
- Bayr. Bezirksliga 3. Platz:
- Rückzug:
- Meister Gruppe 1 (Nord):  EHC Regensburg
- Meister Gruppe 2 (Ost):
- Meister Gruppe 3 (Süd): SV Apfeldorf
- Meister Gruppe 4 (West):
- Aufsteiger in die Landesliga 1997/98: SV Apfeldorf, (ERV Schweinfurt)

## Saison 1995/96
- 5. Ausspielung
- 6. Spielklasse
- 35 Mannschaften
- Bayerischer Bezirksligameister: SC Reichersbeuern
- Bayr. Bezirksliga Vizemeister:  ERSC Ottobrunn
- Bayr. Bezirksliga 3. Platz:  EV Weiden
- Bayr. Bezirksliga 4. Platz: EC Senden
- Aufsteiger SC Reichersbeuern
- Rückzug:
- Finale: ERSC Ottobrunn : SC Reichersbeuern 2:9, 5:3
- 3. Platz: SC Senden : EV Weiden 1b 8:9, 5:5

Von den vier Gruppensiegern hat nur Reichersbeuern sein Aufstiegsrecht wahrgenommen.
| Gruppe Nord | Gruppe Ost | Gruppe Süd | Gruppe West |
| --- | --- | --- | --- |
|  1. EV Weiden 2 - 2. EC Erkersreuth 2 - 3. ERSC Amberg 2 - 4. ESV Bayreuth 2 (N) - 5. EV Pegnitz 2 - 6. EHC Wunsiedel - 7. Kulmbacher EC - 8. Creussen |  1. ERSC Ottobrunn - 2. EV Aich - 3. EHC Regensburg - 4. EV Dingolfing - 5. ESC Dorfen 2 - 6. EC Pfaffenhofen 2 - 7. ESV Gebensbach 2 - 8. ERC Ingolstadt 2 - 9. EC Geisenhausen |  1. SC Reichersbeuern - 2. SV Apfeldorf - 3. SV Hohenfurch - 4. SC Eibsee-Grainau - 5. SC Gaißach - 6. SC Forst - 7. EG Woodstocks Augsburg - 8. EC Thanning - 9. USC München |  1. EC Senden (A) - 2. EA Kempten 2 - 3. ERC Sonthofen 2 (A) - 4. TSV Kottern - 5. ERC Lechbruck 2 - 6. ASV Hirschzell - 7. ECGR Eisenberg - 8. SV Hopfen am See - 9. LSD Ulm/Neu-Ulm |

 Gruppensieger mit Aufstiegsberechtigung und Playoffteilnehmer. Aufsteiger fett gedruckt

(A) = Absteiger aus der Landesliga, (N) = Neu in der Liga, (R) = Rückzug, (M) = Meister/Titelverteidiger

## Saison 1994/95
Die Bayernliga wurde viertklassig, somit rückte die Bezirksliga nach der Landesliga Bayern auch eine Klasse höher und wurde sechstklassig.
- 4. Ausspielung
- 6. Spielklasse
- 34 Mannschaften
- Bayerischer Bezirksligameister: ESV Bayreuth
- Bayr. Bezirksliga Vizemeister:
- Bayr. Bezirksliga 3. Platz:
- Bayr. Bezirksliga 4. Platz:
- Aufsteiger in die Landesliga 1995/96: TSV Erding 1b, Augsburger EV, EHC Memmingen, (EHC Stiftland Mitterteich)
- Rückzug:

Neu dabei waren die Absteiger aus der Landesliga, der ESV Bayreuth, der sich aus der 2. Bundesliga und der SC Reichersbeuern, der sich aus der Bayernliga zurückzog.
Teilnehmer 
| Gruppe Nord | Gruppe Ost | Gruppe Süd | Gruppe West |
| --- | --- | --- | --- |
|  1. ESV Bayreuth (A)  2. EHC Stiftland Mitterteich - TV Waldsassen - EV Pegnitz 1b - Kulmbacher EHC - EC Erkersreuth 1b - EHC Wunsiedel - Creußen Chiefs |  1. TSV Erding 1b - USC München (A) - SC Reichersbeuern (A) - EV Dingolfing 1b - ESC Dorfen 1b - ESV Gebensbach 1b - ERC Ingolstadt 1b - ERC Regen 1b - EHC Regensburg |  1. Augsburger EV 1b - SC Eibsee-Grainau - EHC Weilheim - SV Hohenfurch - SC Forst - EC Thanning - EC Planegg-Geisenbrunn - EC Tegernsee - SV Apfeldorf |  1. EHC Memmingen - ERC Sonthofen 2 - TSV Kottern - ERC Lechbruck 1b - EG Woodstocks Augsburg - ECGR Eisenberg - TSV Obergünzburg - SV Hopfen am See - ASV Hirschzell |

Drei Gruppensieger hatten ihr Aufstiegsrecht wahrgenommen. EHC Stiftland Mitterteich kam noch als Nachrücker hinzu.
.

 Gruppensieger und Playoffteilnehmer  Aufsteiger / Nachrücker, Aufsteiger fett gedruckt. 

(A) = Absteiger aus der Landesliga, (N) = Neu in der Liga, (R) = Rückzug

## Saison 1993/94
- 3. Ausspielung
- 7. Spielklasse
- 32 Mannschaften
- Bayerischer Bezirksligameister: SC Eibsee-Grainau
- Bayr. Bezirksliga Vizemeister: TSV Erding 1b
- Bayr. Bezirksliga 3. Platz: Höchstadter EC
- Bayr. Bezirksliga 4. Platz: ERC Sonthofen 1b
- Aufsteiger in die Landesliga 1994/95: fett gedruckt
- Rückzug:

Die Bezirksliga war nach der Landesliga 1993/94 eine der siebthöchsten Spielklassen im deutschen Eishockey, die im Folgejahr, durch Neustrukturierung der ersten drei Ligen, wieder sechstklassig wurde.
Teilnehmer/Gruppen Endplatzierungen
| Gruppe Nord | Gruppe Ost | Gruppe Süd | Gruppe West |
| --- | --- | --- | --- |
|  1. Höchstadter EC (N) - 2. TV Waldsassen - 3. EV Pegnitz 1b - 4. Kulmbacher EHC - 5. EC Erkersreuth 1b (N) - 6. EV Bayreuth 1b (R) - 7. EHC Wunsiedel - 8. Creußen Chiefs |  1. TSV Erding 1b - 2. EV Dingolfing 1b - 3. ESC Dorfen 1b - 4. ESV Gebensbach 1b - 5. ERC Ingolstadt 1b - 6. USC München (A) - 7. ERC Regen 1b - 8. EHC Regensburg |  1. SC Eibsee-Grainau - 2. EHC Weilheim (A) - 3. SV Hohenfurch (A) - 4. SC Forst (A) - 5. EC Thanning (A) - 6. EC Planegg-Geisenbrunn - 7. EC Tegernsee - 8. SV Apfeldorf |  1. ERC Sonthofen 1b - 2. TSV Kottern - 3. ERC Lechbruck 1b - 4. EG Woodstocks Augsburg - 5. ECGR Eisenberg - 6. TSV Obergünzburg (N) - 7. SV Hopfen am See - 8. ASV Hirschzell |

Von den vier Gruppensiegern hat nur Höchstadt sein Aufstiegsrecht wahrgenommen.

Aufsteiger fett gedruckt –  Gruppensieger und Playoffteilnehmer

(A) = Absteiger aus der Landesliga, (N) = Neu in der Liga, (R) = Rückzug
Meister-Playoffs
Die Sieger der Halbfinal- und Finalspiele wurde jeweils in einem Spiel ermittelt.

|  | Halbfinale | Halbfinale        | Halbfinale    | Halbfinale | Halbfinale |                  |                   | Finale | Finale | Finale | Finale | Finale |
|  |            |                   |               |            |            |                  |                   |        |        |        |        |        |
|  | Ost        | TSV Erding 1b     | 9             | /          | 1          |                  |                   |        |        |        |        |        |
|  | West       | ERC Sonthofen 1b  | 5             | /          | 0          |                  |                   |        |        |        |        |        |
|  | West       | ERC Sonthofen 1b  | 5             | /          | 0          | Süd              | SC Eibsee-Grainau | 7      | /      | 1      |        |        |
|  |            |                   |               |            |            | Süd              | SC Eibsee-Grainau | 7      | /      | 1      |        |        |
|  |            | Ost               | TSV Erding 1b | 1          | /          | 0                |                   |        |        |        |        |        |
|  | Nord       | Ost               | TSV Erding 1b | 1          | /          | 0                | Höchstadter EC    | 7      | /      | 0      |        |        |
|  | Nord       |                   |               |            |            |                  | Höchstadter EC    | 7      | /      | 0      |        |        |
|  | Süd        | SC Eibsee-Grainau | 9             | /          | 1          |                  |                   |        |        |        |        |        |
|  | Süd        | SC Eibsee-Grainau | 9             | /          | 1          | Spiel um Platz 3 |                   |        |        |        |        |        |
|  |            |                   |               |            |            |                  |                   |        |        |        |        |        |
|  | Nord       | Höchstadter EC    | 9             | /          | 1          |                  |                   |        |        |        |        |        |
|  | West       | EHC Sonthofen 1b  | 5             | /          | 0          |                  |                   |        |        |        |        |        |

- Finalsieger und BLL-Meister SC Eibsee-Grainau
- BLL-Vizemeister TSV Erding 1b
- Platz 3 und Aufsteiger Höchstadter EC
- Platz 4 ERC Sonthofen 1b

## Saison 1992/93
- 2. Ausspielung
- 7. Spielklasse
- 27 Mannschaften
- Bayerischer Bezirksligameister: 1. EC Senden
- Bayr. Bezirksliga Vizemeister: SC Eibsee-Grainau
- Bayr. Bezirksliga 3. Platz: SC Ergolding
- Bayr. Bezirksliga 4. Platz: EV Pegnitz 1b
- Aufsteiger in die Landesliga 1993/94: SC Ergolding, 1. EC Senden
- Rückzug: EHC Landshut, TSV Fichtelberg
- Meister Gruppe 1 (Nord): EV Pegnitz 1b
- Meister Gruppe 2 (Ost): SC Ergolding
- Meister Gruppe 3 (Süd): SC Eibsee-Grainau
- Meister Gruppe 4 (West): 1. EC Senden

Teilnehmer/Gruppen Endplatzierungen
| Gruppe Nord | Gruppe Ost | Gruppe Süd | Gruppe West |
| --- | --- | --- | --- |
|  1. EV Pegnitz 1b - 2. TSV Fichtelberg (R) - 3. TV Waldsassen - 4. Kulmbacher EHC - 5. EHC Wunsiedel - 6. EV Bayreuth 1b - 7. Creußen Chiefs (N) |  1. SC Ergolding - 2. TSV Erding 1b - 3. ESC Dorfen 1b - 4. ESV Gebensbach 1b - 5. ERC Ingolstadt 1b (A) - 6. ERC Regen 1b (N) - 7. EHC Landshut (R) - 8. EHC Regensburg (N) |  1. SC Eibsee-Grainau - 2. ERC Lechbruck 1b (N) - 3. EC Planegg-Geisenbrunn - 4. SV Apfeldorf - 5. EG Woodstocks Augsburg - 6. EC Tegernsee |  1. EC Senden - 2. EHC Sonthofen - 3. TSV Kottern - 4. ECGR Eisenberg - 5. SV Hopfen am See1 - 6. ASV Hirschzell |

Von den vier Gruppensiegern haben nur Ergolding und Senden ihr Aufstiegsrecht wahrgenommen.

Aufsteiger fett gedruckt –  Gruppensieger  Gruppensieger und Playoffteilnehmer

(A) = Absteiger aus der Landesliga, (N) = Neu in der Liga, (R) = Rückzug
Meisterrunde
|    | Mannschaft        | Spiele | Tore  | Diff. | Punkte |
| -- | ----------------- | ------ | ----- | ----- | ------ |
| 1. | 1. EC Senden      | 2      | 20:11 | +9    | 4      |
| 2. | SC Eibsee-Grainau | 2      | 12:17 | −5    | 2      |
| 3. | SC Ergolding      | 2      | 8:12  | −4    | 0      |
| 4. | EV Pegnitz 1b     | −      | −     | −     | −      |

 BBzL-Meister  BBzL-Vizemeister

## Saison 1991/92
Aus der Kreisliga Bayern wird die Eishockey-Bezirksliga Bayern.
- 1. Ausspielung
- 7. Spielklasse
- 25 Mannschaften
- Bayerischer Bezirksligameister: SC Eibsee-Grainau
- Bayr. Bezirksliga Vizemeister: ESV Kagers
- Bayr. Bezirksliga 3. Platz: TSV Fichtelberg
- Bayr. Bezirksliga 4. Platz: ERC Lechbruck 1b
- Aufsteiger: in die Landesliga 1992/93 ESV Kagers, USC München
- Rückzug: keiner

Teilnehmer/Gruppen Endplatzierungen
| Gruppe Nord | Gruppe Ost | Gruppe Süd | Gruppe West |
| --- | --- | --- | --- |
|  1. TSV Fichtelberg (N) - 2. SV Bayreuth - 3. TV Waldsassen - 4. EHC Wunsiedel - 5. EV Pegnitz 1b (A) - 6. Kulmbacher EHC |  1. ESV Kagers (N) - 2. ESC Dorfen 1b - 3. TSV Erding 1b - 4. ESV Gebensbach 1b - 5. EV Tegernsee - 6. EHC Landshut |  1. SC Eibsee-Grainau - 2. EC Planegg-Geisenbrunn (N) - 3. USC München - 4. EG Woodstocks Augsburg - 5. EC Thanning (A) - 6. SV Apfeldorf - 7. ASV Hirschzell |  1. ERC Lechbruck 1b - 2. EC Senden - 3. TSV Kottern - 4. ECGR Eisenberg - 5. SV Hopfen am See - 6. EHC Sonthofen 1b |

Von den vier Gruppensiegern hat nur Kagers das Aufstiegsrecht wahrgenommen. Aus der Gruppe Süd kam der USC München noch als Nachrücker hinzu.

(A) = Absteiger aus der Landesliga, (N) = Neu in der Liga, (R) = Rückzug, Aufsteiger fett gedruckt
 Gruppensieger und Meisterrundenteilnehmer  Gruppensieger
Meisterrunde
|    | Mannschaft        | Spiele | Tore  | Diff. | Punkte |
| -- | ----------------- | ------ | ----- | ----- | ------ |
| 1. | SC Eibsee-Grainau | 4      | 30:17 | +13   | 8      |
| 2. | ESV Kagers        | 4      | 29:24 | +5    | 4      |
| 3. | TSV Fichtelberg   | 4      | 12:30 | −18   | 0      |
| 4. | ERC Lechbruck 1b  | −      | −     | −     | −      |

 BBzL-Meister  BBzL-Vizemeister

## Modus (historisch)
| Ab Ligastart 1991/92                  | |
| ------------------------------------- | --- |
|                                       | Eishockey-Bezirksliga Bayern |
| Ab 2016/17                            | Die beiden erstplatzierten Teams einer jeden Gruppe spielten in einer Playoff-Runde die beiden Aufsteiger (Finalteilnehmer) in die Bayerische Landesliga und den Bayerischen Bezirksliga-Meister aus. Die qualifizierten Mannschaften sind ab 2016/17 zur Teilnahme an den Playoffs verpflichtet. Ab der Saison 2022/23 kann nur noch der Finalsieger oder ein Nachrücker aufsteigen. |
| (ca.) 2006/07 bis 2015/16             | Bei Verzicht der Meister oder bei gleitendem Aufstieg konnten die Vizemeister nachrücken. |
| (sicher) 2001/02 bis (sicher) 2005/06 | Bei Verzicht der Meister oder bei gleitendem Aufstieg konnten die Vizemeister oder die Drittplatzierten nachrücken. |
| 1991/92 bis 2014/15                   | Die sportlich für den Aufstieg oder für ein Nachrücken qualifizierten Mannschaften mussten eine schriftliche Aufstiegsklärung bzw. Erklärung über den Aufstiegsverzicht abgeben. |
| 1991/92 bis 2015/16                   | Die Meister der Bezirksligagruppen waren sportlich für die Bayerische Landesliga qualifiziert und spielten den Bayerischen Bezirksligameister aus. |
| Spielklassenverlauf                   | Seit Gründung: Siebtklassig von Gründung bis 1994 – Sechstklassig von 1994/95 bis 1998 – Siebtklassig von 1998/99 bis 2002 – Sechste Spielklasse wieder seit 2002/03 |